# Opel
La Opel Automobile GmbH, conosciuta semplicemente come Opel, è una casa automobilistica tedesca, la cui sede è a Rüsselsheim am Main in Assia. Ha fatto parte, dal 1929 al 2017, del gruppo General Motors, e dal 6 marzo 2017 al 16 gennaio 2021 del gruppo francese PSA, poi fusosi in Stellantis. In passato è stata anche una casa costruttrice di macchine per cucire, biciclette e motociclette.

## Storia

### I primi anni: l'industria delle macchine per cucire

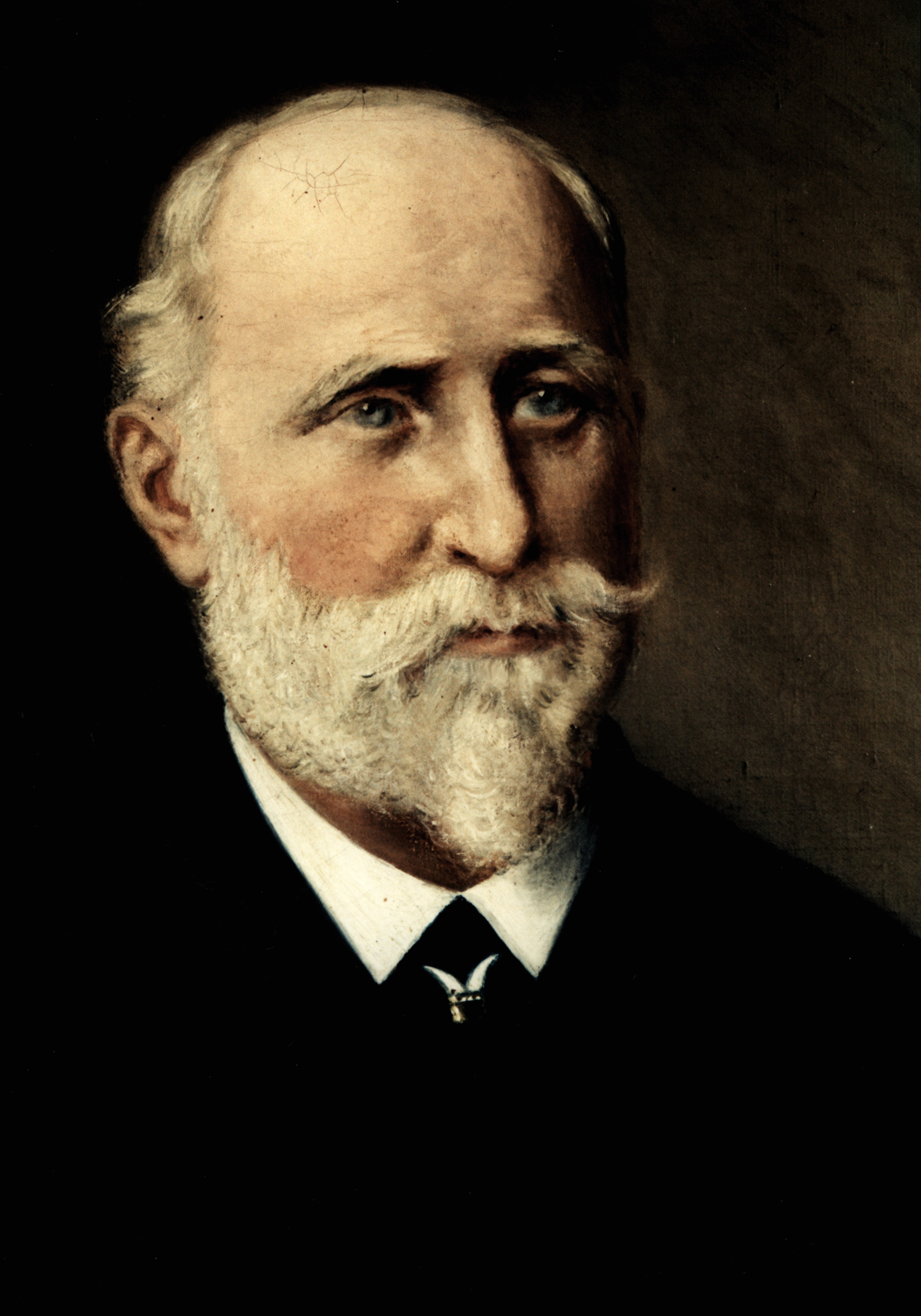
Adam Opel, fondatore dell'omonima casa automobilistica

L'azienda fu fondata nell'agosto 1862 da Adam Opel, inizialmente come fabbrica per la costruzione di macchine per cucire. Nei primi decenni di attività, l'azienda era una società in accomandita (Adam Opel KG). Solo alla fine del 1928 sarebbe stata convertita in società per azioni. Le macchine per cucire furono il primo, e probabilmente il più grande amore di Adam Opel in quanto costituirono la base della sua formazione professionale quando era ancora giovane, subito dopo gli studi. Il futuro fondatore della Casa di Rüsselsheim compì infatti i suoi primi passi nel settore dell'industria delle macchine per cucire nel 1858, presso un'azienda francese, la Journaux-Leblond, con sede a Parigi. Fu qui che ebbe modo di conoscere anche altre aziende concorrenti come la Plaz & Cie, sempre parigina, o come la Howe, con sede a Londra.
Fu prendendo a modello la produzione di queste due aziende che la Adam Opel KG cominciò la sua produzione di macchine da cucire. Dopo aver trascorso alcuni altri mesi (dal marzo al luglio 1862) presso un'altra azienda francese del settore, la Huguenin et Reimann, Adam tornò a Rüsselsheim e registrò la ragione sociale Adam Opel KG e come primissimo sito di produzione utilizzò una vecchia stalla in disuso di proprietà di un suo zio a Rüsselsheim. Durante i primi anni di produzione, poiché i metodi di produzione dell'acciaio in Francia furono ritenuti di miglior qualità rispetto a quelli utilizzati in Germania, per fabbricare in loco alcuni componenti, la neonata fabbrica di Rüsselsheim si approvvigionò di acciaio proprio presso alcuni fornitori francesi, in particolare presso il fratello Georg Opel, che aveva aperto una propria attività nel settore metallurgico proprio a Parigi. Fu solo in seguito che tornò ai fornitori tedeschi. Le capacità di lavorare l'acciaio non mancarono, visto che il padre di Adam Opel era un fabbro assai conosciuto in zona. Il marchio inizialmente utilizzato per l'azienda fu costituito dalle iniziali del fondatore, A.O., incrociate fra loro. Oltre che alla produzione in proprio di macchine per cucire, la Adam Opel KG funse anche da distributore della Plaz & Cie. in Germania.
Gli inizi non furono affatto facili: oltre al fatto che mancava ancora l'esperienza nel settore della produzione di macchine per cucire, il giovane Adam Opel dovette scontrarsi anche con l'astio che egli suscitava nei cuori e nelle menti dei sarti locali, assai adirati per la concorrenza che una macchina per cucire avrebbe potuto costituire. Una volta si ritrovò persino coinvolto in una rissa: alcuni sarti lo attesero lungo la strada e lo malmenarono. Per questo, Adam Opel prese ad effettuare le consegne dei suoi prodotti in gran segreto ed effettuò campagne promozionali in altre zone della Germania. Nonostante questi fatti, la neonata fabbrica di macchine per cucire riscosse un buon successo, tanto che nel 1867 Adam Opel acquistò un terreno proprio di fronte alla ferrovia che passava già all'epoca per la città di Rüsselsheim e vi costruì un impianto più adatto alle esigenze produttive della sua giovane azienda. Per inciso, ancor oggi lo stabilimento di Rüsselsheim della Opel, ormai divenuto un'enorme realtà industriale, è delimitato dalla ferrovia che da Francoforte porta a Magonza passando appunto per Rüsselsheim, dove è presente anche una stazione specifica per i dipendenti Opel. Il trasferimento dell'attività nella nuova e più vasta sede comportò anche nuove assunzioni di personale addetto, per cui i dipendenti della Opel passarono da 25 a 40.

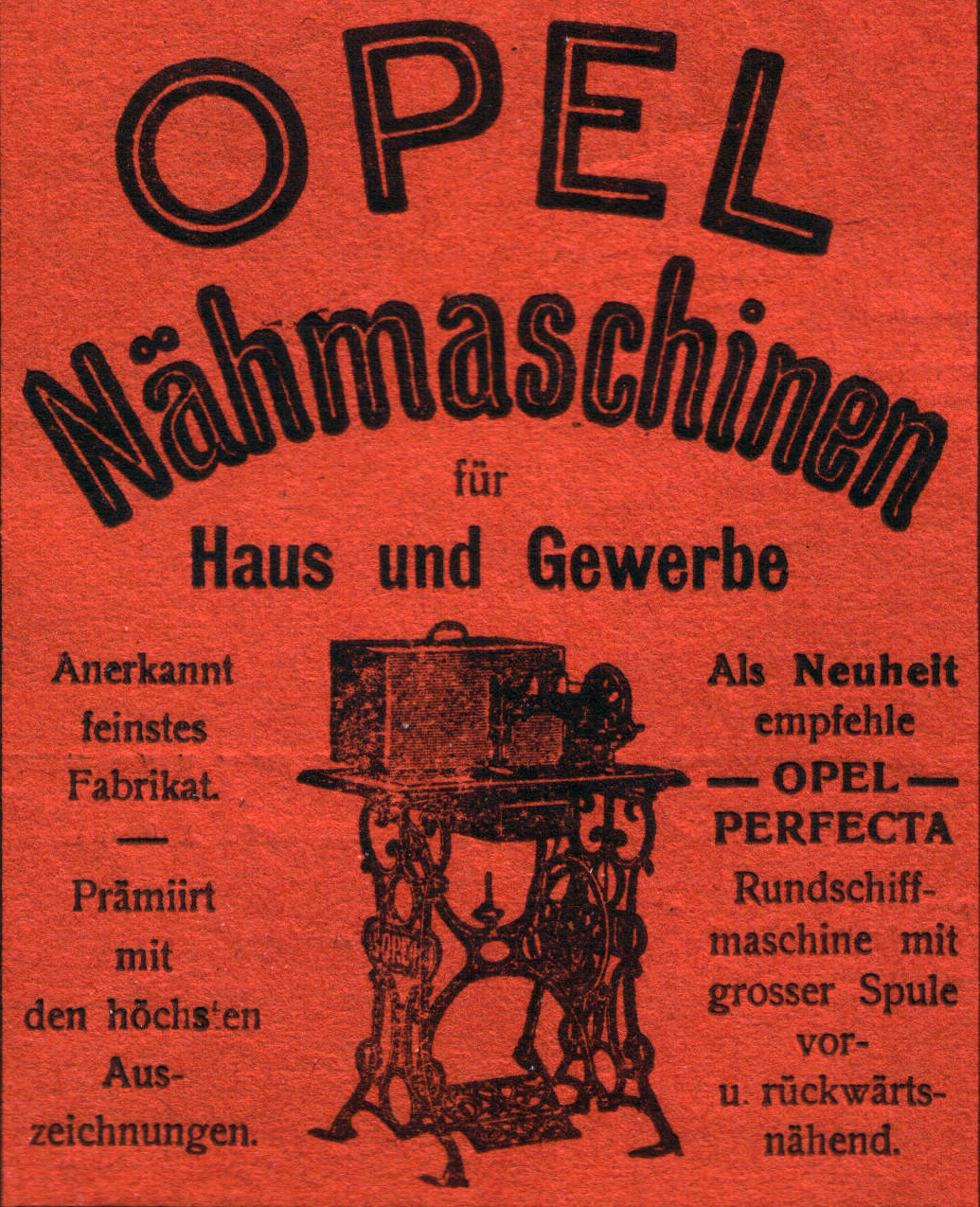
Manifesto della Perfecta, una delle macchine per cucire Opel di maggior successo

Una delle particolarità nella gamma di articoli che la Opel aveva a catalogo durante i primi anni di produzione stava nella presenza di una cucitrice per calzolai, un arnese pensato proprio per fabbricare calzature. Invece, tra i modelli di macchina per cucire che riscossero maggiori consensi vanno menzionate quelle commercializzate con le denominazioni di Fortuna (lanciato nel 1869) e Sophia (lanciato nel 1870). Quest'ultimo prese il nome dalla moglie di Adam Opel, con la quale l'imprenditore tedesco era convolato a nozze nel 1868. Nel 1870, la produzione di macchine per cucire raggiunse le 15.000 unità. Nello stesso anno, Adam Opel modificò il marchio di fabbrica della Opel, che venne racchiuso in un cerchio recante la dicitura Nähmaschinenfabrik Rüsselsheim (Fabbrica di macchine per cucire Rüsselsheim in tedesco). Intanto, però, la guerra franco-prussiana del 1870 interruppe i rapporti di collaborazione fra la Plaz & Cie. e la Adam Opel KG. Perciò, a partire dal 1871, l'azienda parigina si espanse essa stessa in Germania.
Ma pur riscuotendo un buon successo, le macchine per cucire della Adam Opel KG furono molto simili a quelle della Plaz & Cie., anche troppo. Per questo, nel 1884 la Plaz & Cie. intentò una causa legale contro l'azienda di Rüsselsheim, la quale fu costretta a pagare un'ammenda di 800 marchi (pari a circa 16 000 euro attuali). Adam Opel pagò senza battere ciglio, anche perché il successo che stava comunque ottenendo ridusse la sanzione ad una cifra poco più che simbolica. Si trattava insomma di un prezzo decisamente basso da pagare. Nel corso degli anni a venire, la produzione aumentò significativamente, grazie anche al successo di modelli come la Delphin e la Perfecta, vere colonne portanti della produzione di macchine per cucire Opel nel corso degli ultimi anni del XIX secolo e dei primi anni del secolo successivo. Fu un fatto di assoluta gravità a decretare la fine della produzione delle macchine da cucire. Nel 1911, proprio mentre l'azienda aveva raggiunto da poco la milionesima unità prodotta, un grave incendio devastò letteralmente la fabbrica lasciando senza scampo tale ramo produttivo.
Ma nel frattempo la Opel aveva diversificato ormai da molti anni la propria attività.

### Dalla macchina per cucire alla bicicletta

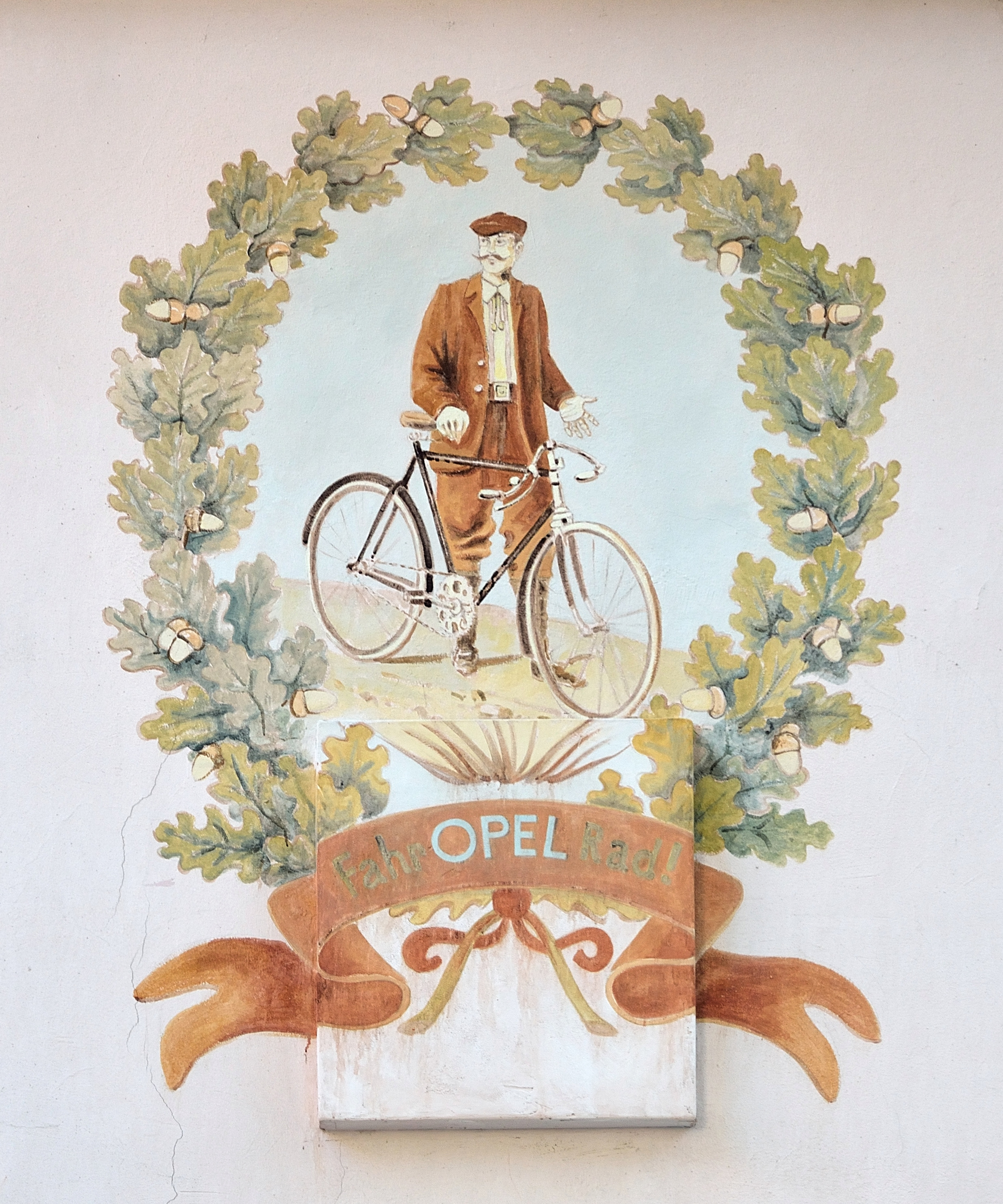
Insegna pubblicitaria

Il crescente successo della produzione di macchine per cucire Opel, anche a dispetto di alcune vicissitudini legali, spinse Adam Opel ad espandere l'ambito produttivo della sua attività anche alle biciclette. La produzione di biciclette fu avviata tra il 1886 ed il 1887. All'avvio di tale produzione partecipò anche il primogenito di Adam, Carl Opel, ancora giovanissimo, ma che di lì a non molto avrebbe assunto la direzione generale nel settore delle biciclette. I primi esemplari di bicicletta costruiti dalla Opel furono sostanzialmente dei velocipedi a ruota alta, ma ben presto la fabbrica si sarebbe orientata verso le vere e proprie biciclette, considerate più sicure e meno soggette a rovinose cadute. In concomitanza con l'avvio della produzione di biciclette, anche il logo della Casa fu rinnovato.
Durante l'ultimo decennio del XIX secolo, la Opel pensò ad una soluzione per eliminare la trasmissione a catena sulle ruote posteriori: anche altre Case costruttrici stavano sperimentando alcuni sistemi volti allo stesso fine. Nel frattempo le vendite crebbero a tal punto che la Adam Opel KG divenne il primo costruttore di biciclette tedesco e si espanse anche al di fuori dei confini tedeschi quando, alla fine del 1892, venne perfezionato un accordo fra la stessa Opel e l'austriaca Beyschlag, fino a quel momento nota per la sua produzione di pattini da ghiaccio e desiderosa di ampliare il proprio giro di affari importando altri prodotti dall'estero. Per questo, l'opportunità prospettata ad Otto Beyschlag (il fondatore dell'azienda austriaca) da Heinrich Opel, uno dei figli di Adam, si rivelò allettante. Fu così che dal 1893 la Opel divenne presente anche in Austria, consolidando in questo modo la sua reputazione.
A tale promettente situazione fece da contraltare un gravissimo fatto: nel 1895 Adam Opel morì in seguito a febbre tifoidea. Per questo, i cinque figli del fondatore presero in mano le redini dell'azienda. Nel frattempo, la sperimentazione di nuove soluzioni tecniche per le biciclette Opel proseguì, ma fu solo nel 1899 che la Casa di Rüsselsheim presentò la cosiddetta Kettenlos ("senza catena" in tedesco). La Kettenlos era caratterizzata dalla presenza di una vera e propria trasmissione ad albero, che era accoppiato ai pedali ed alla ruota attraverso due coppie coniche. Tale soluzione particolare fu adottata anche da altri costruttori tedeschi, come la Dürkopp, la Wanderer, la Adler e la Brennabor. Tale soluzione tecnica fu d'altro canto assai costosa, perciò la Kettenlos riuscì a ritagliarsi solo un ruolo di nicchia nel mercato delle biciclette a causa del suo prezzo elevato (420 marchi contro i 340 richiesti per la più costosa fra le biciclette a catena, mentre la meno costosa scendeva addirittura a 215 marchi). Oltretutto la Kettenlos presentava anche alcuni altri svantaggi, come ad esempio lo smontaggio della ruota posteriore, resa difficoltosa dalla presenza degli organi di trasmissione. Visto il successo solo parziale di tale modello, alla Opel si preferì avere in catalogo dei prodotti che garantissero vendite in massa, in maniera tale da poter ridurre i prezzi di vendita senza per questo compromettere gli utili, ma anzi, consolidarli. Per questo, nel 1908 la Kettenlos scomparve dal listino e dai piani produttivi della Casa di Rüsselsheim. Il grave incendio del 1911, che spinse i vertici Opel a cessare la produzione di macchine per cucire, comportò anche una pausa di circa un anno nella produzione di biciclette, produzione che però riprese a partire dal 1912.
La produzione di biciclette proseguì nei decenni successivi solo nelle più tradizionali e redditizie configurazioni a catena. Al successo della Opel come costruttore di biciclette contribuirono anche i successi nelle competizioni ciclistiche. Durante gli anni '20, la Casa di Rüsselsheim divenne il maggior costruttore di biciclette al mondo. A quel punto, il listino ciclistico della Opel si era arricchito anche con un modello dotato di un piccolo motore: nel 1936, la produzione di biciclette fu venduta alla NSU di Neckarsulm e le biciclette prodotte da quel momento in poi furono commercializzate con il marchio NSU-Opel fino al 1940. In totale, la Opel costruì circa 2,6 milioni di biciclette, senza contare la produzione NSU-Opel.

### L'avvento dell'autotrazione
Quello automobilistico è senz'ombra di dubbio il settore industriale per il quale la Opel è maggiormente conosciuta, tuttavia fu altrettanto sicuramente l'ambito meno preferito da Adam Opel in persona. Quando nel 1886 la Adam Opel KG stava per avviare la produzione di biciclette, le primissime automobili con motore a scoppio stavano cominciando a fare capolino dai laboratori privati dei signori Benz e Daimler. Ma l'automobile non entusiasmò affatto Adam Opel, il quale bocciò
inesorabilmente la strana invenzione, sottolineando la sua decisione con una frase abbastanza lapidaria: "Questi aggeggi saranno solo giocattoli per milionari che non sanno come buttar via i loro soldi!".

#### L'ingresso nel settore automobilistico

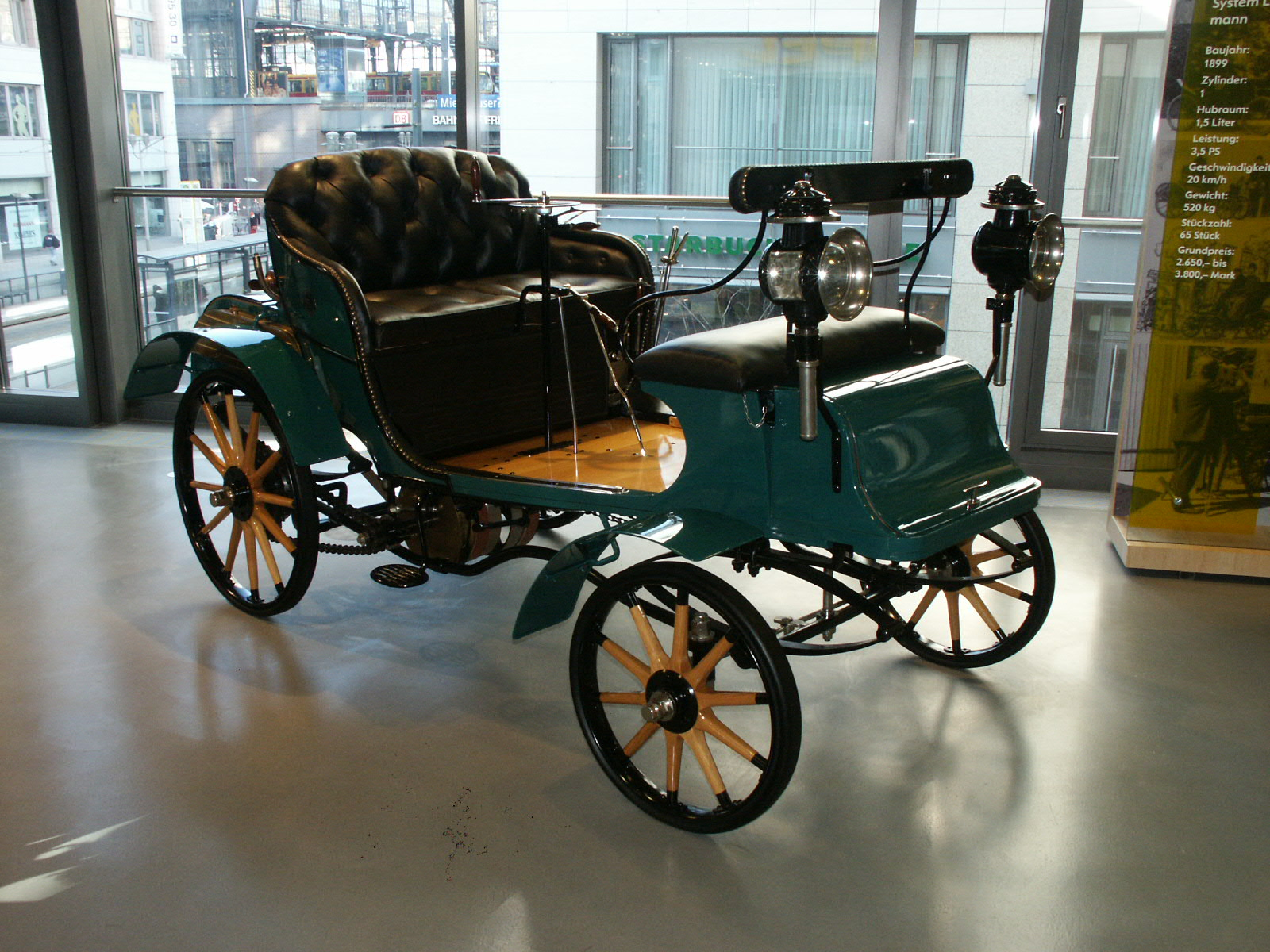
La Patent-Motorwagen del 1899, prima vettura Opel

I figli di Adam Opel, invece, trovarono molto interessanti le "carrozze a motore" in quanto avrebbero potuto costituire un ulteriore sbocco commerciale per l'azienda di famiglia. Già nel febbraio del 1895, e cioè alcuni mesi prima della morte del padre, acquistarono una Benz per studiarne la meccanica. Fu questo fatto a scatenare le rimostranze di Adam Opel e a dare origine alla frase di cui sopra. Ma i figli non desistettero, pur rispettando la volontà del padre. Alla morte di quest'ultimo, cominciarono ad organizzare tale nuovo sbocco commerciale. Mancava l'esperienza, per cui si scelse un partner già avviato su cui appoggiarsi. Il 1895 fu anche l'anno in cui a Dessau, Friedrich Lutzmann fondò la Anhaltische Motorwagenfabrik, una piccola Casa automobilistica dedita alla costruzione e vendita di autovetture con marchio Lutzmann, grandi automobili simili alle Benz di allora. Di lì a non molto, i fratelli Opel strinsero contatti con Lutzmann, proponendogli di passare alle dipendenze della Opel stessa in qualità di direttore tecnico del comparto automobilistico. Fu così che già nel 1898, per una cifra di 116.687 marchi, la Adam Opel KG rilevò la Anhaltische Motorwagenfabrik, il personale della fabbrica, i diritti di produzione delle autovetture in gamma e di utilizzo del marchio Lutzmann. Conformemente agli accordi, poi, assunse Friedrich Lutzmann come direttore tecnico. Nacque così nel 1899 la prima vettura a marchio Opel, la Patent-Motorwagen, una vettura ancora simile ad una carrozza, ma spinta da un motore d 1.5 litri in grado di erogare fino a 3,5 CV. Questo primo tentativo di produzione automobilistica si interruppe nel 1901 per la rottura dell'accordo con lo stesso Lutzmann. Motivo della risoluzione del rapporto di lavoro fra Lutzmann e la Opel fu la scarsa affidabilità dimostrata dalle autovetture Lutzmann.

#### Il debutto nel settore motociclistico

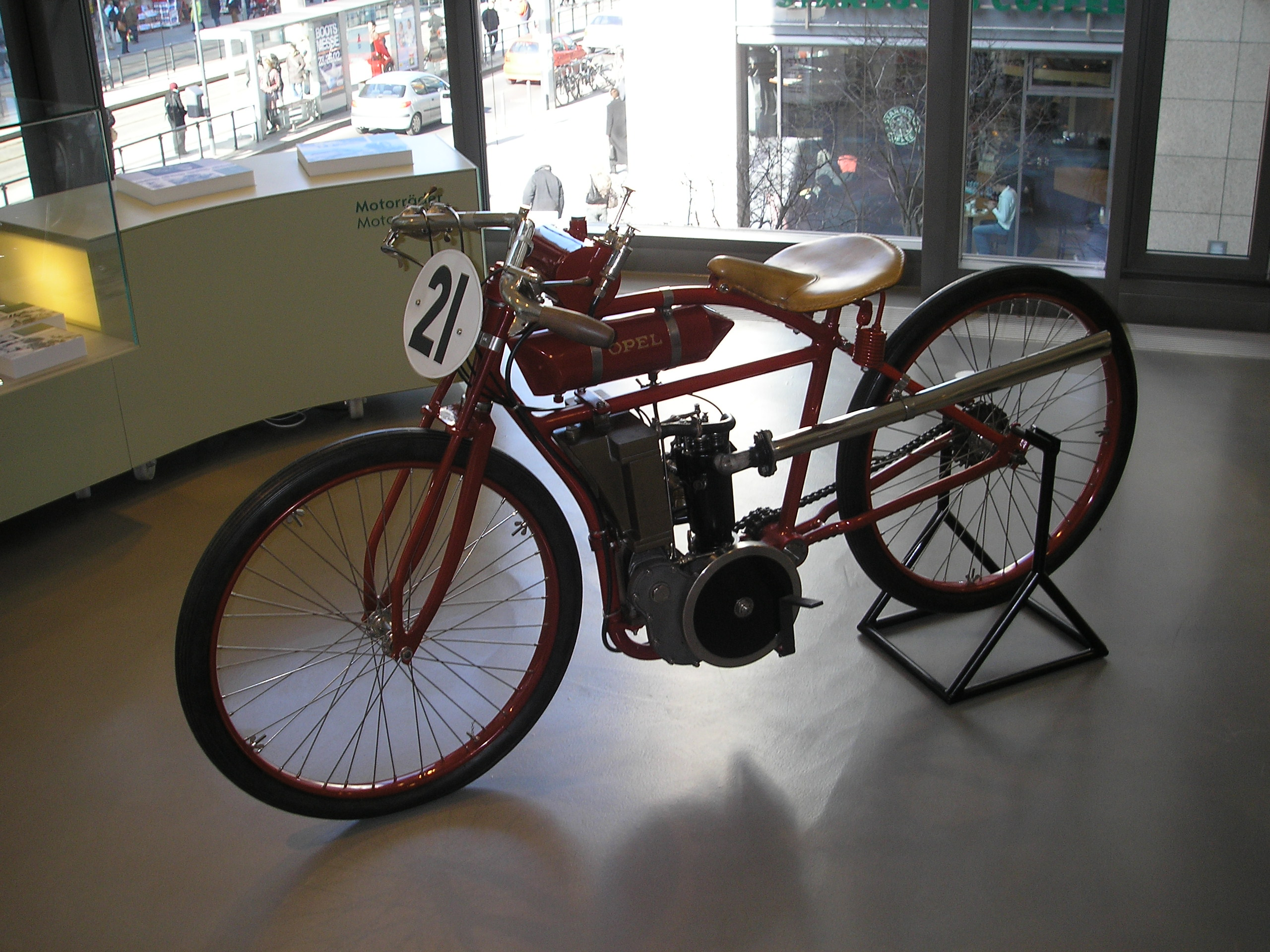
Una motocicletta Opel da competizione

Nel frattempo, la Casa di Rüsselsheim ampliò ulteriormente la propria produzione estendendosi anche nel campo delle motociclette. Le prime motociclette marchiate Opel erano sostanzialmente delle biciclette dotate di un piccolo motore ausiliario. Il primo modello in assoluto fu commercializzato con la denominazione di 1 ¾ PS, poiché dotato di un piccolo monocilindrico in grado di erogare appunto 1,75 CV di potenza massima. Tale modello era identico in tutto e per tutto alla prima moto prodotta e commercializzata dalla ceca Laurin & Klement (l'antenata della Škoda). In quegli anni, le Case automobilistiche, ma anche motociclistiche, si resero conto dell'enorme efficacia dell'attività sportiva come vettore pubblicitario, e la Opel non fece eccezione. Per questo, fin da subito, la Casa di Rüsselsheim cominciò a partecipare ad alcune manifestazioni sportive. Nel 1903, una motocicletta Opel 1 ¾ PS si aggiudicò la vittoria in una prova di consumo tenutasi nei dintorni di Vienna. Negli anni a seguire, la produzione continuò moltiplicando l'offerta di modelli, che vennero proposti con motori ad uno o anche a due cilindri. Ma la recessione verificatasi nel 1906 indusse i vertici Opel ad abbandonare, almeno per il momento, la produzione motociclistica. Tale abbandono fu ufficializzato nel 1907 con la cessazione effettiva della costruzione di motociclette. Ma nel 1913, dopo aver affrontato la difficile situazione del grave incendio di due anni prima allo stabilimento di Rüsselsheim, la produzione motociclistica riprese, anche per poco tempo: lo scoppio della prima guerra mondiale, infatti, pose nuovamente fine alla sfortunata epopea delle Opel a due ruote, anche se pure in questo caso, non definitivamente.

#### I primi autocarri
Fin dai primi passi mossi dalla Opel nel campo dell'autotrazione, non venne trascurata l'esigenza di chi avrebbe avuto bisogno di un mezzo per il trasporto di merci. Per questo, già dal 1899, le primissime Lutzmann fecero da base per una versione "commerciale", come si direbbe oggigiorno, una Lutzmann dotata unicamente di due posti e di un cassone posteriore predisposto per un carico fino a 150 kg. Della Lutzmann, alcuni esemplari vennero allestiti anche come omnibus, dando così origine anche al primo autobus Opel della storia. Questo modello sancì il debutto della Casa di Rüsselsheim nel settore dei veicoli commerciali, un settore nel quale avrebbe in seguito diversificato la gamma di modelli proposti. E così anche i successivi modelli destinati a sostituire la Lutzmann stessa ebbero anch'essi una propria versione commerciale, con portate massime fino a 750 kg ed in versioni con cassone chiuso o aperto. In quest'ultimo caso ci si trovava anche di fronte ai primi pick-up della Opel. E naturalmente non mancarono neppure le successive versioni omnibus con 8 posti. Verso la conclusione del primo decennio di attività della Opel, la portata massima fu aumentata fino ad una tonnellata, fermo restando però l'impiego di un telaio e di un motore derivati da modelli più potenti.

### Verso la Prima Guerra Mondiale

#### L'espansione nel settore automobilistico

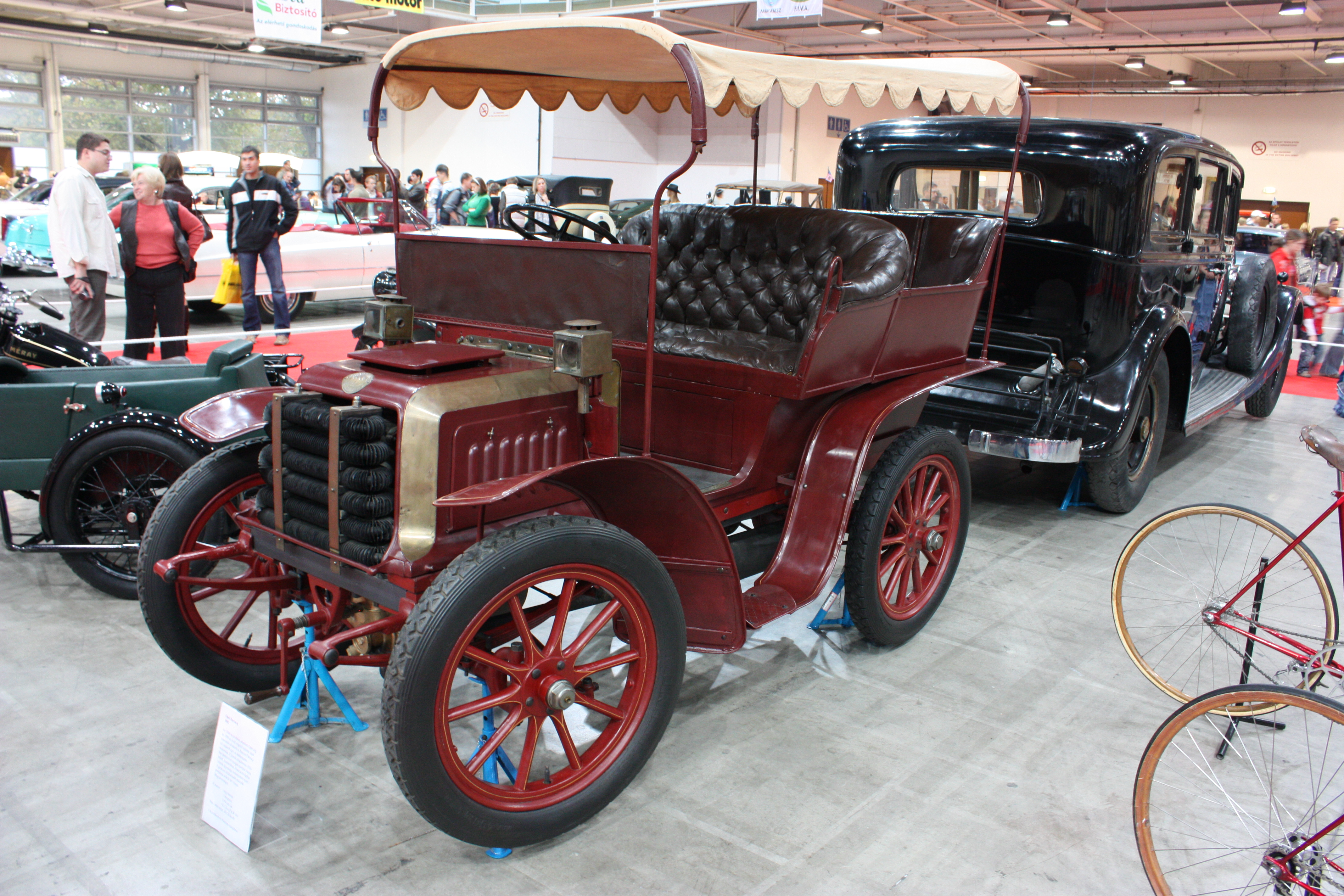
Una Opel 9PS, detta anche Opel Darracq

Il naufragio della collaborazione con Friedrich Lutzmann non fece desistere la Adam Opel KG dal voler sfondare nel settore automobilistico. Per questo, subito dopo l'allontanamento del costruttore di Dessau, l'azienda era già alla ricerca di un nuovo partner a cui fare riferimento. Si pensò inizialmente al costruttore francese Renault, all'epoca anch'essa una giovane realtà industriale capitanata dal giovane Louis Renault e dai suoi fratelli Marcel e Fernand. Ma la Opel non riuscì a raggiungere accordi soddisfacenti con la Casa parigina. Si rivolse allora ad un altro costruttore francese, Alexandre Darracq, patron della società omonima. La Darracq era una Casa automobilistica fondata nel 1896 e con sede a Suresnes, non lontano da Parigi. Tale Casa diverrà in seguito famosa anche in Italia nel momento in cui, nel 1906, avrebbe dato origine alla Società Italiana Automobili Darracq, dalle cui ceneri sarebbe poi nata l'Alfa Romeo. Nel dicembre del 1901, Alexandre Darracq consegnò il suo modello 9HP allo stabilimento di Rüsselsheim e già all'inizio dell'anno seguente cominciò la commercializzazione della 9PS, che differiva dal modello Darracq di origine per la carrozzeria inedita, fermo restando comunque il telaio di origine francese. In ogni caso, le carrozzerie della 9PS non venivano realizzata alla Opel, ma presso carrozzieri esterni. La vettura ottenne maggior successo rispetto alla Lutzmann e di lì a pochi mesi la gamma prese ad espandersi, forte dei maggiori consensi riscossi dalla 9PS. Nell'autunno del 1902 nacque la 10/12 PS, prima autovettura Opel interamente progettata in proprio, mentre nel 1903 la 9PS evolse per divenire la 8/9 PS, sempre su progetto Darracq. Questa fu anche la prima Opel dotata di carrozzeria interamente progettata e realizzata a Rüsselsheim. Autore della carrozzeria fu Josef Riedl, uno dei pionieri tedeschi nel settore delle carrozzerie automobilistiche, proveniente dalla carrozzeria Hilz & Co di Monaco. Oltre al debutto di questo modello, il 1903 vide un notevole ampliamento della gamma, con un numero tale di modelli che questi vennero spesso a sovrapporsi l'uno sull'altro. Fu il caso, ad esempio, della Opel-Darracq 12 PS, che andò a convivere in listino con la già menzionata 10/12 PS. Inoltre, sempre nel 1903, videro la luce la 9/10 PS, versione depotenziata della 12 PS, e la 20/22 PS, anch'essa di origine Darracq ma commercializzata senza alcun riferimento al costruttore francese. Le vendite decollarono letteralmente: rispetto al 1902, le consegne aumentarono del 300%. A tale risultato contribuì anche la nascita e la rapida espansione di una rete di vendita Opel che si sarebbe estesa in pochissimo tempo anche oltre i confini tedeschi. Già alla fine del 1905, la Casa di Rüsselsheim poteva contare sull'appoggio di ben cinquanta punti vendita presenti anche all'estero.

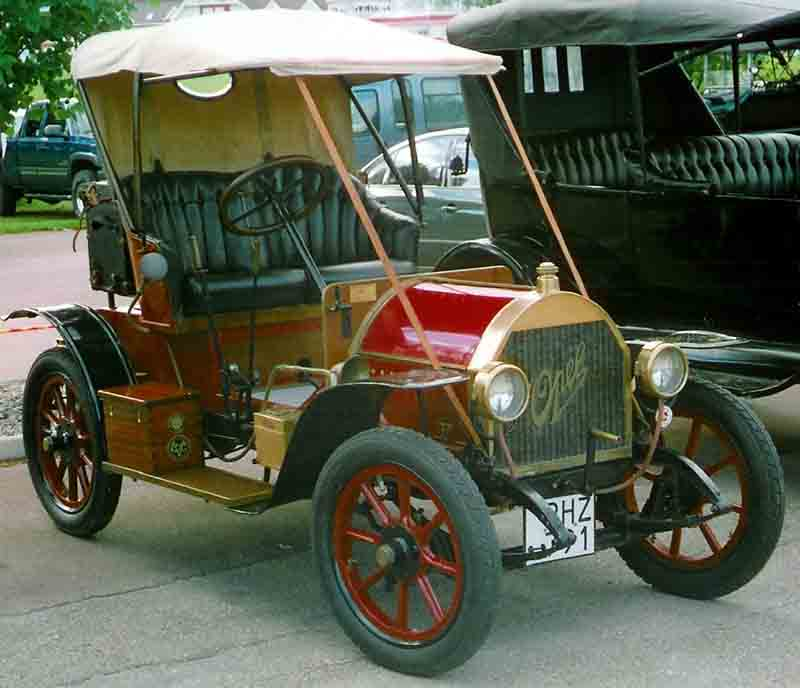
Una Doktorwagen, modello di accesso alla gamma Opel fra il 1909 ed il 1910

Tale notevole espansione nella gamma, nel giro di affari e nel numero di esemplari prodotti, fu ribadita anche negli anni seguenti con la nascita di nuovi modelli su progetto Darracq, tra cui la costosa 30/32 PS, dotata di un motore da 4.7 litri e con la quale la Opel entrò di prepotenza nel settore delle auto di lusso. Videro la luce anche alcuni modelli di fascia intermedia, con motori da 2 a 3.7 litri, comunque sempre assai impegnativi dal punto di vista economico. Ma la Opel auspicava il raggiungimento di una propria autonomia, senza più dipendere da altri costruttori nella concezione dei propri progetti. Tra il 1904 ed il 1905 furono quasi seicento le autovetture Opel consegnate ai clienti: in quegli anni, fu un risultato assai positivo per una Casa automobilistica.
Nel marzo del 1906 fu salutata la millesima autovettura Opel costruita: si trattava di una 16/18 PS, anch'essa di origine Darracq. Del resto, di questo migliaio di autovetture, circa la metà fu di origine Darracq. Ma l'altra metà, interamente di origine Opel, convinse la dirigenza di Rüsselsheim dell'ormai raggiunta autonomia industriale della Adam Opel KG e la spinse quindi a risolvere il contratto che legava la Opel alla Darracq, per dedicarsi interamente a progetti partoriti e sviluppati in proprio. I modelli di origine Darracq ancora in produzione sarebbero stati gradualmente eliminati dalla gamma. L'ultimo di questi uscì dal listino Opel nella primavera 1907. In quello stesso anno uscirono di listino i modelli monocilindrici, ma nel contempo la gamma si arricchì di nuovi modelli, fino alla fine del decennio, quando la gamma Opel risulterà composta da undici modelli, dalla economica 4/8 PS "Doktorwagen" alla proibitiva 33/60 PS con motore da ben 8,6 litri.

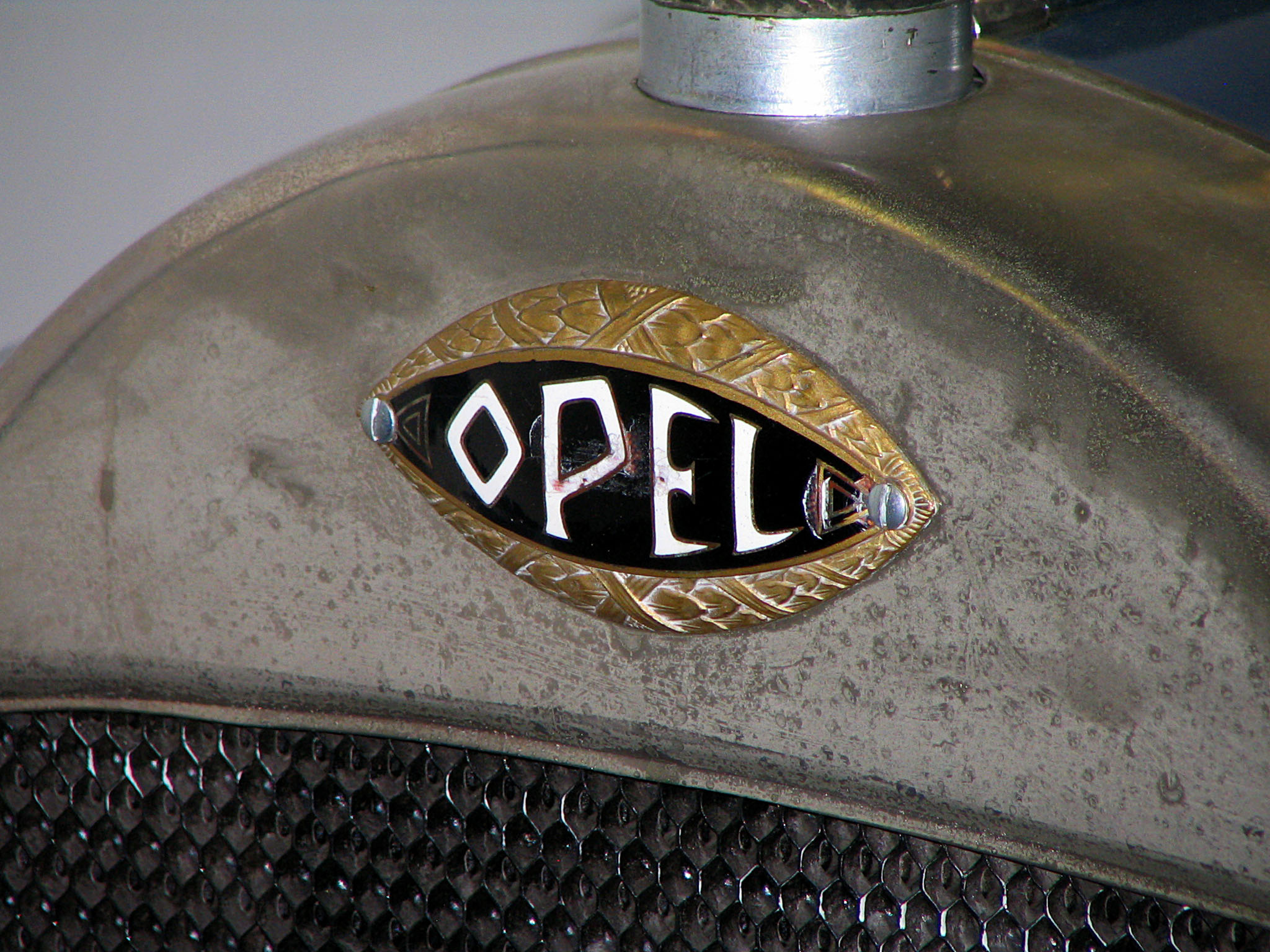
Il logo Opel a forma di occhio, nato nel 1910

Il nuovo decennio si aprì con l'introduzione del nuovo logo Opel a forma di occhio. Contemporaneamente si ebbe anche l'espansione della Opel nel mercato russo, all'epoca ancora sotto gli zar. E fu proprio lo zar Nicola II a notare la Opel quando durante una gara di durata tenutasi nel 1909 in Russia fu proprio una Opel ad aggiudicarsi la competizione. Già nel 1910 a Mosca venne aperta la prima concessionaria Opel in Russia ed entro la fine dello stesso anno vennero aperti due centri per il servizio assistenza post-vendita a San Pietroburgo e ad Odessa. Quello russo si rivelerà anche nei decenni seguenti un mercato assai strategico per la Opel.
Nello stesso periodo, a Rüsselsheim, cominciarono i primissimi studi della Opel in tema di aerodinamica applicata alla produzione di serie. La questione, già nota ai progettisti di allora, veniva sperimentata in ambito sportivo, spesso ottenendo vittorie rimarchevoli. Risale invece al 1912 la 40/100 PS, prima Opel con motore plurivalvole (una di aspirazione più due di scarico), un modello di gran lusso destinato a pochissimi facoltosi e lanciato in occasione dei 50 anni della Casa di Rüsselsheim. Sempre nel 1912 viene prodotta la diecimillesima Opel: lo stabilimento era stato da poco ricostruito in seguito ai danni cagionati dal devastante incendio del 1911. Alla vigilia della prima guerra mondiale, con il successo ottenuto dalla neonata 5/12 PS "Puppchen", la Opel diviene il più grande costruttore tedesco.

#### La produzione di autocarri negli anni 1910
Abbiamo lasciato la produzione di autocarri alla fine del primo decennio del Novecento. Tale produzione era partita molto in sordina per via dell'esiguo numero di esemplari prodotti, specie se confrontato con le massicce vendite nel settore puramente automobilistico. Erano comunque presenti a quel punto svariati modelli, con motorizzazioni comprese fra 1.5 e 3.4 litri, con potenze comprese fra 12 e 22 CV e con portate massime comprese invece fra 300 e 1.000 kg. Per avere un'idea della differenza fra la produzione automobilistica e quella di autocarri, basti pensare che alla fine del 1909 furono prodotte 798 autovetture e solo 47 autocarri. Ciononostante, la produzione proseguì e anche per il nuovo decennio venne proposto un ventaglio di offerte assai ampio, anzi, ancor più ampio che in precedenza, visto che già nel 1911 vide la luce il nuovo autocarro leggero con portata di 250 kg, a fianco del quale comparvero i primi modelli da 1,5 tonnellate di portata. Questi ultimi erano equipaggiati con un motore da 2.6 litri in grado di erogare fino a 30 CV di potenza massima, quindi sensibilmente più evoluto rispetto ai precedenti motori da 3.4 litri, ma con soli 22 CV di potenza. Non solo, ma l'anno seguente furono introdotti i nuovi modelli da 2 e 3 tonnellate, rispettivamente equipaggiati con motori da 3,5 e 4,1 litri e con potenze massime di 37,5 e 35 CV (quello di maggior cilindrata aveva una potenza inferiore, presumibilmente per sfruttarne la coppia motrice a bassi regimi). Oltre alle tradizionali configurazioni in cui si resero disponibili (pick-up, cassone chiuso, ecc), questi modelli furono anch'essi allestiti come omnibus. In questa veste potevano dar posto anche a 14 persone o più. Era presente a catalogo anche un altro autocarro da 3 tonnellate, spinto però in questo caso da un motore da 5,1 litri con potenza di 45 CV. Tale modello poteva essere scelto anche con portata massima di ben 4 tonnellate e andava in questo caso ad affiancarsi ad altri autocarri Opel di pari portata ed introdotti sempre nel 1912. Questi ultimi montavano un motore da 6,2 litri ed erogavano fino a 50 CV. Indipendentemente dalle caratteristiche, molti di questi modelli sarebbero rimasti a catalogo anche nel corso della Prima Guerra Mondiale, poiché furono proprio le principali tipologie di veicolo richieste dall'Impero Germanico per la causa bellica.

### La Opel durante la Prima Guerra Mondiale

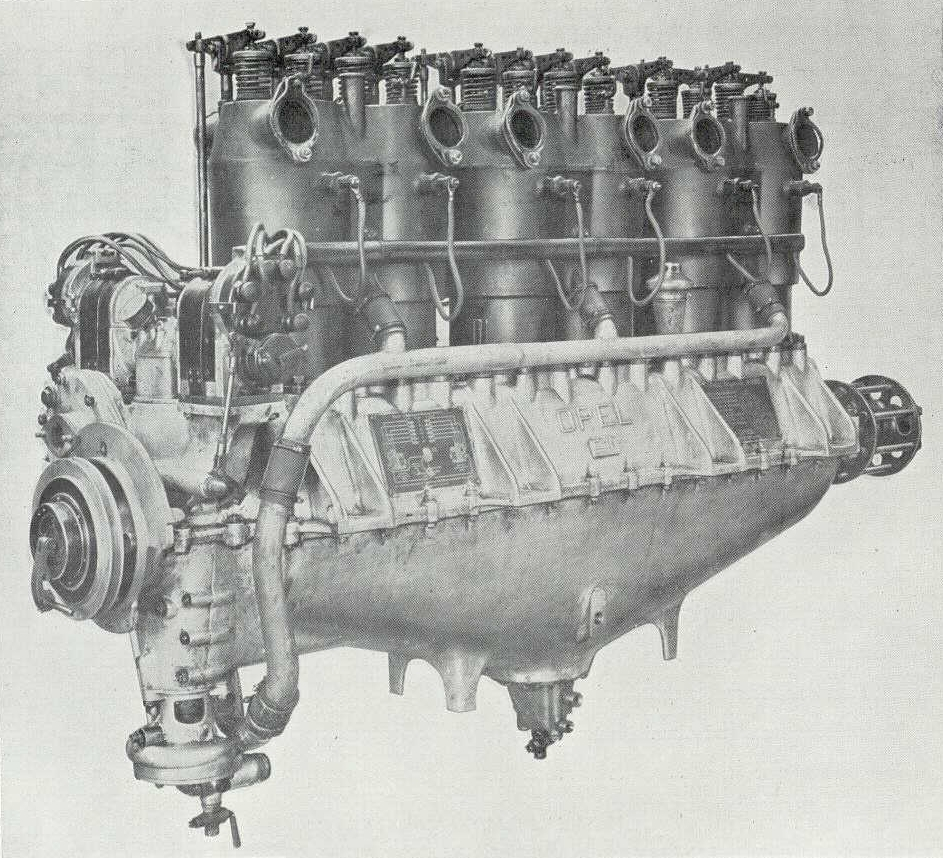
Un motore aeronautico Argus AS III, prodotto dalla Opel durante la Prima Guerra Mondiale

Alla scoppio della Grande Guerra, la Opel ricevette ingenti commesse da parte dell'Impero Germanico, che richiese un grosso numero di autocarri da destinare all'utilizzo in guerra. Furono in particolare i modelli da 1,5 tonnellate ad essere molto apprezzati. Se fino a quel momento, la produzione di autovetture sovrastava nettamente quella di autocarri, la situazione tese a capovolgersi dal 1915 fino alla fine del conflitto. Basti pensare che alla fine del 1915 furono ben 1.117 gli autocarri prodotti dalla Opel, a fronte di 791 autovetture. Fu però a partire dal 1916 che si ebbe l'arrivo della grande novità per la Opel: la richiesta di produrre motori aeronautici. La Casa di Rüsselsheim si era in realtà già cimentato in tal senso: nel 1911 aveva costruito alcuni aeroplani sperimentali spinti da motori a 4 cilindri di grossa cilindrata, ma costruiti in modo da risultare più leggeri dei normali motori per trasporto terrestre. E così, durante la guerra, la Opel fu costretta a produrre motori aeronautici su specifiche Argus. La Argus era un'azienda specializzata in motori aeronautici, fondata nel 1901 e che alla vigilia della Prima Guerra Mondiale era già il primo costruttore tedesco in tale settore. Poiché le commesse da parte dell'imperatore erano enormi, si decise di dirottare parte della produzione ad altre aziende, tra cui la Opel. Alla fine del conflitto, a Rüsselsheim vennero assemblati 1.980 motori aeronautici. L'esperienza nel settore aeronautico permise alla Opel di sperimentare nuove soluzioni tecniche, come la distribuzione a punterie idrauliche e l'avviamento elettrico. Tali sperimentazioni, in realtà, vennero imposte alla Opel ancora una volta dall'alto, visto che lo stato maggiore tedesco esigeva delle vetture di rappresentanza adeguate e aveva pensato pertanto di trapiantare un motore derivato dalla produzione Argus sotto il cofano di tali vetture. I motori Argus prodotti dalla Opel erano con architettura a 6 cilindri, inedita per lo stabilimento di Rüsselsheim, pertanto già in quello stesso 1916 vide la luce il primo esemplare della 18/50 PS, vale a dire la prima Opel con motore a 6 cilindri, costosissima e destinata solo alle alte cariche politiche. Tale modello sarà il capostipite di tutta una serie di vetture Opel di gran lusso che popoleranno il listino della Casa tedesca nel corso del decennio seguente.

### Il periodo fra le due guerre

#### Gli anni '20, dalla chiusura al primato

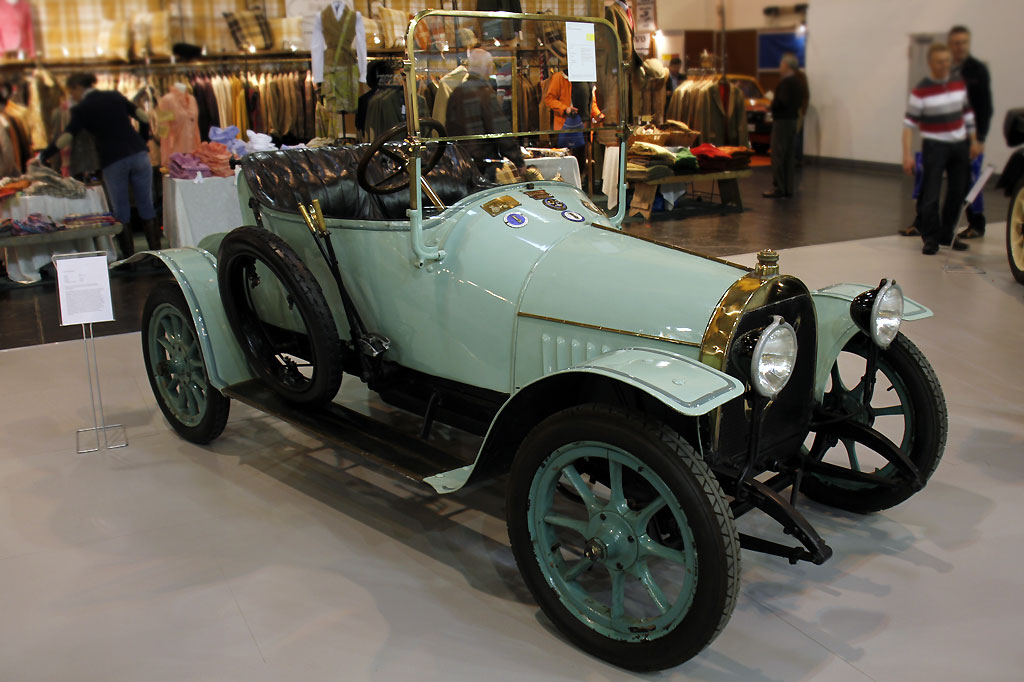
Una "Puppchen" del 1912: tale modello sarebbe stato mantenuto anche dopo la guerra

La situazione che si venne a creare presso la Opel all'indomani della fine della guerra fu la seguente: all'inizio fu data via libera alla produzione di biciclette, un settore nel quale la Casa di Rüsselsheim non parve aver conosciuto soste di alcun genere, basti pensare che nel solo 1917 furono prodotte ben 505.489 unità. In base al Trattato di Versailles, molte Case automobilistiche ed aeronautiche tedesche furono interdette dal produrre veicoli a motore. Ciò valse anche per la Opel, la quale dovette inizialmente accontentarsi di produrre appunto biciclette. Ma di lì a non molto giunse finalmente anche il permesso di produrre automobili. La gamma iniziale delle autovetture Opel del primo dopoguerra fu composta essenzialmente da modelli di lusso realizzati sulla base della superammiraglia 18/50 PS a 6 cilindri, quest'ultima tolta di listino proprio in pieno 1919. Ma vennero riproposti anche alcuni modelli di fascia bassa, come ad esempio la 6/16 PS, quest'ultima realizzata sulla base della vecchia "Puppchen" pre-bellica. A completare l'offerta nelle zone intermedie di tale gamma giunsero la 8/25 PS, evoluzione del precedente modello 9/25 PS prodotto in quantità limitate durante la guerra e dotato di un motore da 2,2 litri, e la 12/34 PS, con motore da 3,1 litri. Quest'ultimo modello fu destinato a rimanere in listino ancora per pochi mesi, fino alla fine del 1919. Per quanto riguarda i mezzi commerciali, vennero mantenuti in gamma svariati modelli prodotti durante la guerra, o addirittura prima di tale evento. Fu il caso, ad esempio, dei mezzi per il corpo dei pompieri. Alla fine della Prima Guerra Mondiale la Opel dovette provvisoriamente abbandonare anche il progetto della penetrazione nel mercato russo.
La gamma, da quel momento in poi, evolse ancora con l'introduzione di alcuni altri modelli, ma le vendite stentarono fortemente a causa della superinflazione galoppante. La situazione per la Opel degenerò a tal punto che nel settembre 1923 l'intera Casa automobilistica dovette addirittura chiudere. L'unico risultato commerciale appena degno di nota fu il superamento delle 30 000 unità prodotte dalla nascita della Opel.

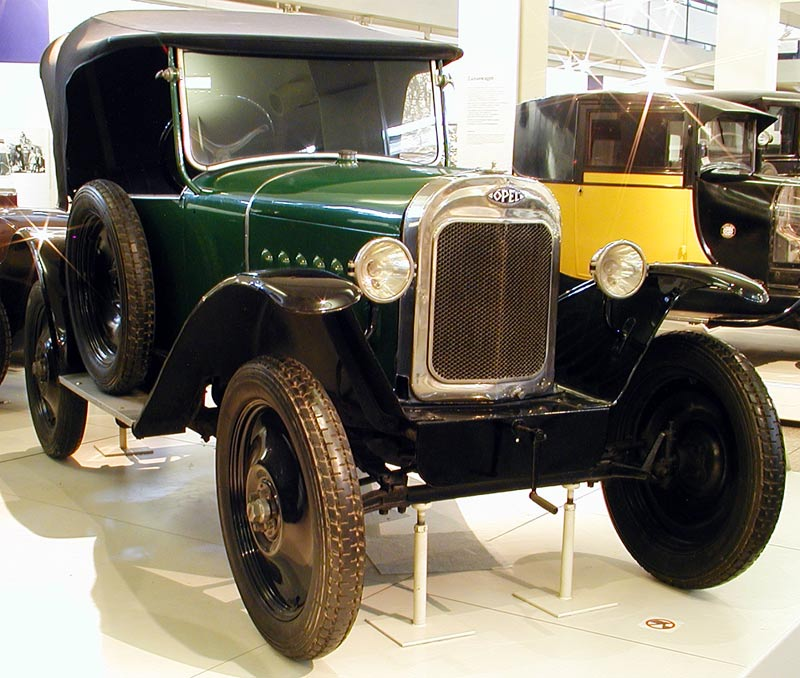
Una Opel 4/12 PS "Laubfrosch", una delle Opel di maggior successo nel periodo fra le due guerre

Ma i fratelli Opel non si diedero per vinti: già da tempo stavano osservando con crescente interesse le tecniche di produzione negli USA, che già dal 1909, con l'avvento della Ford T, avevano visto l'inaugurazione della catena di montaggio, un sistema che permise di abbattere considerevolmente i costi di produzione, con positive ripercussioni sui prezzi di listino. Per questo, nei mesi in cui la Opel rimase chiusa, i fratelli Opel montarono nello stabilimento di Rüsselsheim quella che fu la prima catena di montaggio tedesca, sulla quale avrebbe dovuto essere assemblata una vettura economica, da produrre in massa ed in grado di garantire utili a raffica, analogamente alla Ford T americana. Nella primavera del 1924, intanto, la Opel riaprì i battenti ed inaugurò il nuovo modello economico, la 4/12 PS, denominata anche "Laubfrosch" ("ranocchio" in tedesco). Tale modello incontrerà un grande successo e sarà alla base della rinascita della Opel e della sua nuova imposizione sul mercato tedesco e non solo. Basti pensare che se alla fine del 1923 furono solo 724 le autovetture prodotte, esattamente un anno dopo la Opel chiuse l'anno con 4.571 unità prodotte, una cifra comunque destinata a salire verso livelli impressionanti mai raggiunti in precedenza dalla Casa di Rüsselsheim. E così, il 1926 vide la produzione della milionesima bicicletta e l'affermazione della Opel come più grande costruttore di biciclette al mondo. Ma vi fu anche lo sfondamento della quota delle 60 000 autovetture prodotte, solo tre anni dopo averne raggiunte faticosamente 30 000 in 24 anni. Nel 1928, la Opel diviene anche il più grande costruttore automobilistico tedesco, con 35.623 unità prodotte solo in quell'anno e con una penetrazione del 23,8% nel mercato casalingo. Anche il numero di dipendenti crebbe notevolmente. Alla riapertura nel 1924 erano 2.400, ma alla fine del 1928 furono ben 7.600, oltre il triplo.
Nel frattempo, la gamma subisce ulteriori evoluzioni, specialmente nelle zone alte: nascono altri nuovi modelli a 6 cilindri, ma con cilindrate più basse rispetto ai precedenti motori di pari frazionamento: questi ultimi termineranno la loro carriera per essere sostituiti nel 1928 dalla prima Opel con motore ad 8 cilindri, la 24/110 PS Regent, il cui propulsore da 6 litri erogava una potenza di 110 CV. Il 3 dicembre dello stesso anno venne modificato lo status giuridico dell'azienda, trasformandola da società in accomandita in una società per azioni, con un capitale sociale di 60 milioni di marchi.

#### L'arrivo della General Motors, la Grande Depressione e gli anni '30

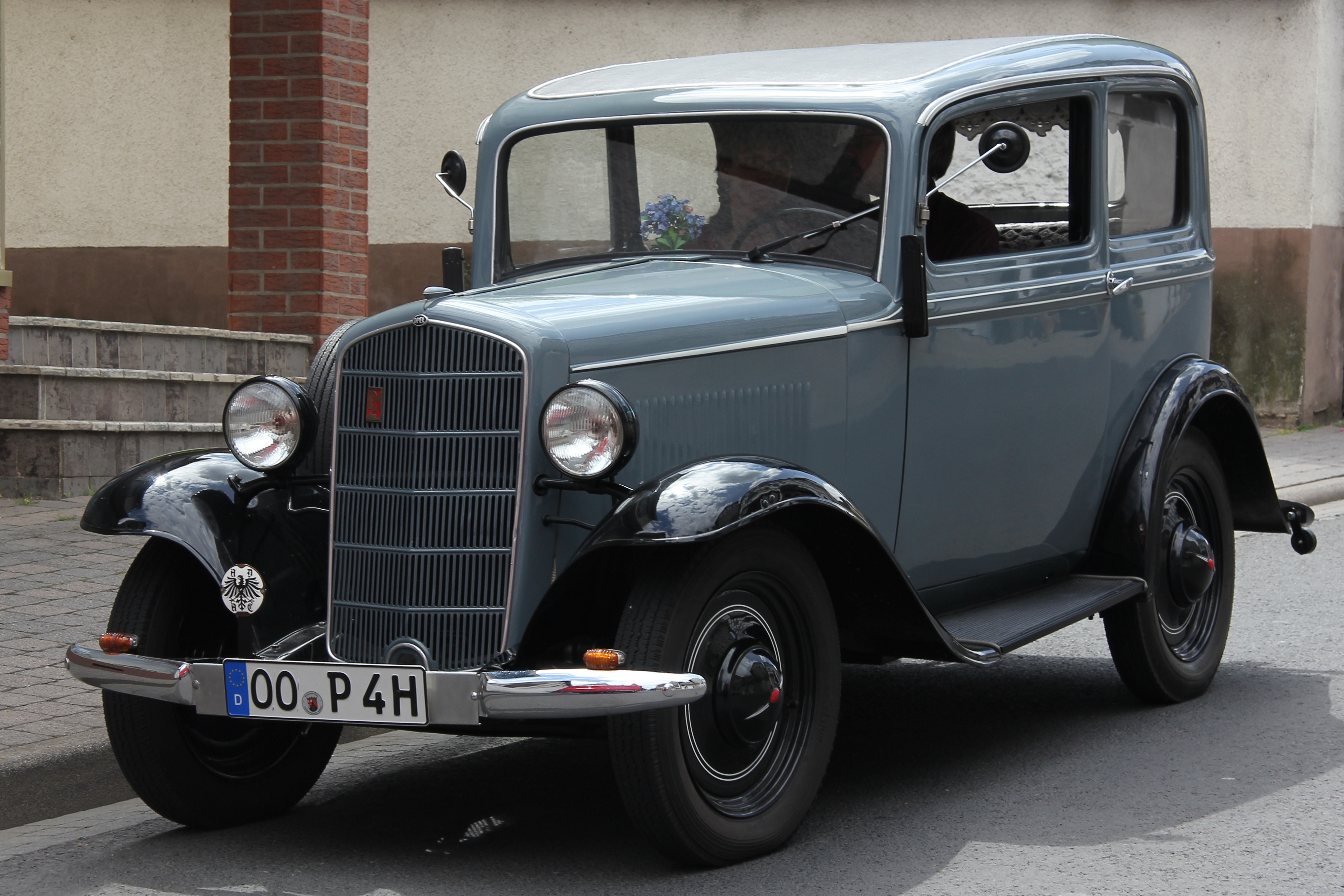
Una P4, modello di successo per la Opel durante gli anni '30

Il 17 marzo 1929 Wilhelm von Opel e suo fratello Friedrich vendettero una quota iniziale dell'80% delle azioni Opel alla holding statunitense General Motors, che nel 1931 completò l'acquisizione. Il prezzo di vendita era per quel tempo enorme: 33,352 milioni di dollari o 154 milioni di marchi (in valuta attuale sarebbero circa 483 milioni di euro). Al momento della vendita, Georg von Opel, tra i più giovani eredi dei fondatori della Casa automobilistica e futuro imprenditore e sportivo di rilievo, aveva diciassette anni; ricevette, come quota parte, l'equivalente di quasi venti milioni di lire, che reinvestì assieme allo zio Friederich in una società di concessionari Opel. Pur entrando a far parte del gruppo GM, Opel mantenne una sua indipendenza sia progettuale che decisionale, ma non solo: ottenne inoltre l'impegno della General Motors a non esportare in Germania nessun modello normalmente commercializzato con gli altri suoi marchi (Buick, Cadillac, Chevrolet, ecc). Da quel momento la Casa di Rüsselsheim ha rappresentato il principale produttore di veicoli del gruppo al di fuori degli USA e spesso l'azienda tedesca si è occupata anche della progettazione di veicoli venduti anche sotto altri marchi come Vauxhall in Gran Bretagna, Holden in Australia e Chevrolet in America Latina. Tale situazione, che portò al fallimento numerose aziende, fu affrontata efficacemente dalla Opel, già di per sé uno dei più grandi costruttori esistenti, ed in più ormai con un solido appoggio alle spalle. Come spesso accade in questi casi, il consiglio di amministrazione della Opel AG (che dal marzo 1929 era composto anche da cinque membri del gruppo GM) procedette ad un taglio di spese superflue, che si tradusse nell'estate di quello stesso anno anche in un taglio di 1.500 posti di lavoro, unicamente costituiti da operai. Tutto ciò avvenne nonostante le ottime premesse iniziali, che vedevano la Casa di Rüsselsheim come una delle più solide realtà industriali in Germania. Le rimostranze e le lotte di classe fra lavoratori e dirigenza, che si instaurarono di lì a non molto, poco poterono, dal momento che alla fine del 1929 si ebbe l'avvento di un altro grave evento, vale a dire la pesante crisi finanziaria originatasi negli USA e che rapidamente si sarebbe propagata anche nel resto del mondo. Infatti, l'operazione di acquisizione della Opel da parte del colosso statunitense avvenne quasi completamente nella cupa cornice della Grande Depressione, originatasi in seguito alla caduta della Borsa di New York. Se in precedenza la Opel aveva le mani parzialmente legate, con la crisi finanziaria d'inizio anni trenta si trovò ancor più impossibilitata a venire incontro alle richieste della classe operaia.

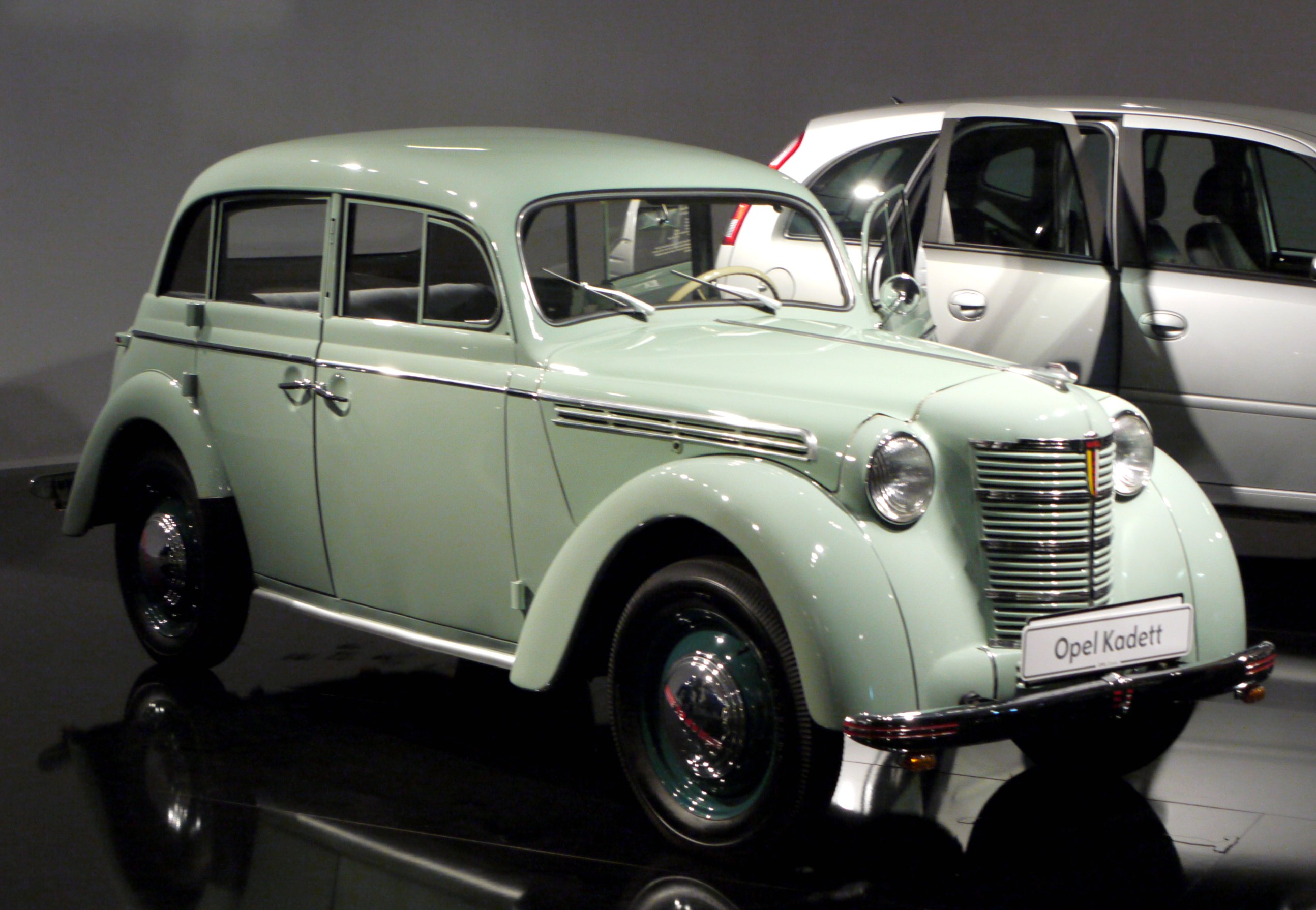
Una Kadett, best seller Opel nella seconda metà degli anni '30 del XX secolo

Inoltre, la gamma dei modelli dovette essere riadattata alle mutate condizioni economiche: ormai, dal 1930 e per quasi tutto il decennio, i modelli della gamma furono equipaggiati solo da motori a 4 o al massimo a 6 cilindri, ma questi ultimi non arrivavano che a 2,6 litri di cilindrata. Solo nel 1937 fu introdotta la Admiral, che montava un'unità da 3,6 litri. Ma nel frattempo, anche le zone basse e medio-basse della gamma furono rivisitate: nel 1931 la "Laubfrosch" evolse nella Opel 1.0 L, prima Opel dal prezzo inferiore ai 2.000 marchi, la quale nel 1935 venne sostituita dalla P4, altro modello di grande successo. La P4, fra l'altro verrà vista come una minaccia dal cancelliere Adolf Hitler, che aveva in mente di motorizzare la Germania con il progetto relativo alla "vettura del popolo", progetto che in seguito sfocerà nel Maggiolino. Il fatto stesso che la Opel fosse nell'orbita di un'azienda americana fu vista in malomodo dal Führer. Ma persino il potente leader nazionalsocialista poté fare poco in quella prima fase del suo regime: gli anni trenta furono per la Opel un decennio di importanti innovazioni tecnologiche. Nel 1934 debuttarono la 1,3 L e la 2,0 L, prime Opel con avantreno a ruote indipendenti, mentre l'anno seguente fu lanciata la Olympia, prima Opel a scocca portante. Si trattò di un modello di successo che portò molto in alto le vendite della Opel, assieme all'altro best seller dei tardi anni trenta, ossia la Kadett, introdotta alla fine del 1936 e capostipite di un'intera serie di generazioni di vetture di fascia medio-bassa che sarebbero giunte fino all'ultimo decennio del XX secolo. Il 1936 fu anche l'anno in cui venne prodotta la 500 millesima Opel.
Nel frattempo vi fu la nascita nel 1937 del nuovo logo Opel, costituito da un cerchio giallo attraversato da un dirigibile Zeppelin stilizzato. Fu il primo logo a prefigurare i successivi loghi Opel in cui il cerchio verrà attraversato da un fulmine, e fu introdotto in occasione dei 75 anni dalla nascita della Opel.
Per quanto riguarda il settore autocarri, già dall'ingresso della GM nella vita e nel capitale della Opel si procedette invece ad una radicale operazione di marketing che consistette nella razionalizzazione delle denominazioni dei vari modelli. Nel 1930 fu lanciata un'intera generazione di autocarri di varie fasce di mercato sotto un'unica denominazione: Blitz. Tali autocarri andarono progressivamente a sostituire quasi tutti quelli prodotti fino a quel momento. Introdotti inizialmente nelle cilindrate di 2,6 e 3,4 litri (con portate di 1,5 e 2 tonnellate), ne venne successivamente estesa la gamma con l'arrivo di versioni da 2 e 3,6 litri, nonché con l'arrivo di versioni a portate massime differenziate a parità di cilindrata. Solo gli autocarri più leggeri rimasero al di fuori della gamma Blitz e vennero commercializzati ancora con denominazioni relative alla loro cilindrata (1,1 ed 1,3 litri) e portata (500 kg). Sul finire del decennio, la gamma Blitz fu ulteriormente ampliata con l'arrivo di una versione da una tonnellata di portata massima ed equipaggiata con un motore da 1,5 litri derivato da quello delle ultime Opel Olympia prima della guerra.

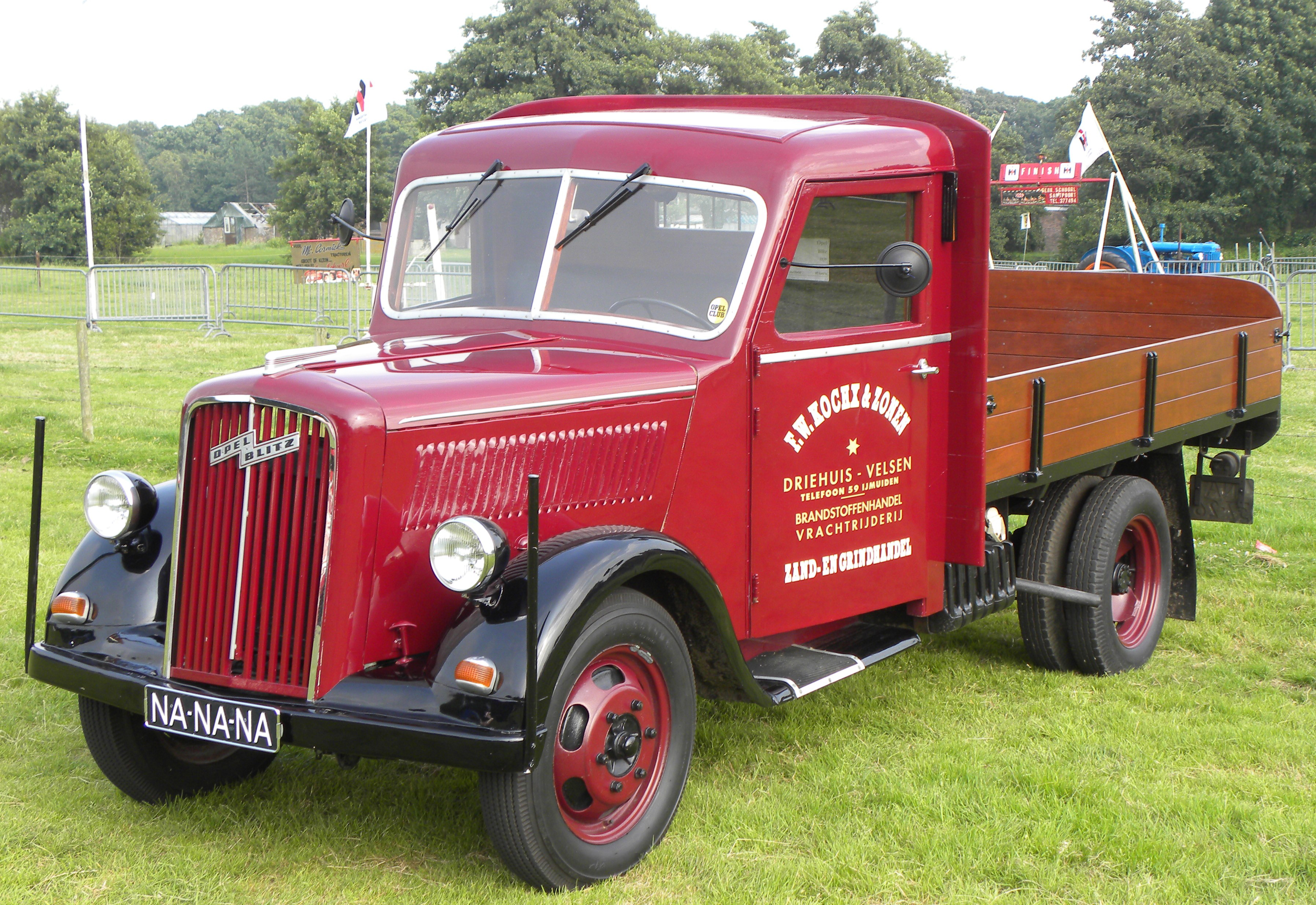
Uno dei primi autocarri Blitz

Sotto la gestione della General Motors, la Opel ottenne quindi un crescente successo. La sua quota nel mercato tedesco dell'automobile balzò dal 35% nel 1933 a più del 50% nel 1935 e la succursale europea di GM, che aveva perso denaro all'inizio degli anni trenta, divenne redditizia grazie alla crescita economica prodotta dal programma di riarmo di Hitler. Per quanto riguarda i dati di produzione, se nel 1931 si toccò il minimo produttivo scendendo fino a 22.625 autovetture, nel 1938 la produzione crebbe fino a 114.203 autovetture, alle quali andavano ad aggiungersi ben 26.377 autocarri. L'aumento vertiginoso della produzione, che aveva già comportato alcuni anni prima un ampliamento di alcune zone dello stabilimento di Rüsselsheim, ebbe come logica ed inevitabile conseguenza quella di doversi espandere. Per questo, già a metà del decennio la Opel aprì un nuovo stabilimento nella città di Brandeburgo, non lontano da Berlino, in modo da dirottarvi l'ingente produzione di autocarri. In realtà, la nascita dello stabilimento di Brandeburgo fu dettata da ben altre questioni, prima fra tutte la corsa agli armamenti instaurata dal regime nazista e alla quale aderirono (o furono costrette ad aderire) numerose aziende. La Opel AG fu tra queste: il regime nazista intendeva sfruttare la vasta esperienza della Opel nel settore degli autocarri, nonché il successo della gamma Blitz per richiederne un ingente quantitativo che ovviamente non avrebbe potuto essere realizzato utilizzando le già intasate linee di montaggio di Rüsselsheim. I primi autocarri di prova uscirono dallo stabilimento nel novembre del 1935, mentre l'inaugurazione ufficiale si ebbe il 7 gennaio 1936, con l'assemblaggio del primo autocarro Blitz su specifiche naziste. Già nel 1938, la Opel AG fece registrare profitti per 35 milioni di marchi (quasi 14 milioni di dollari USA). In quell'ultimo anno di piena produzione prima della guerra, la Opel contava ben 102 filiali di distribuzione in tutto il mondo, tra cui anche il Giappone, la Cina, l'Indonesia, l'Australia, la Nuova Zelanda e almeno quattro Paesi nel Sudamerica. Nel 1939, alla vigilia della guerra, il presidente della GM Alfred P. Sloan, motivava pubblicamente il fatto di fare affari nella Germania nazista, sottolineando la natura altamente vantaggiosa delle operazioni della GM sotto il Terzo Reich.

#### L'acquisizione della Frigidaire e la produzione di frigoriferi
Vale la pena dedicare qualche riga anche ad un altro particolare ramo industriale nel quale la Opel venne coinvolta durante gli anni trenta del XX secolo, vale a dire quello relativo alla produzione di frigoriferi. Nel 1918 la General Motors rilevò la Frigidaire, una fabbrica statunitense di frigoriferi, tra le prime a dedicarsi a tale settore. Dopo il successo commerciale ottenuto negli USA durante gli anni venti, il colosso statunitense impiantò un sito di distribuzione a Berlino, dando così vita alla Frigidaire GmbH. che al 1926 venderà con successo frigoriferi anche in Germania. Di lì a non molto, il distributore di Berlino diverrà anche produttore. Più tardi, il gruppo GM rileverà come si è visto la Opel ed il successo ottenuto nel mercato dei frigoriferi spingerà la General Motors a dirottare parte della produzione proprio a Rüsselsheim. La produzione di frigoriferi presso lo stabilimento Opel comincerà nel 1937 e durerà fino a diversi anni dopo la fine della guerra, caratterizzando anche il periodo della rinascita economica della Germania.

### La Opel durante la Seconda Guerra Mondiale

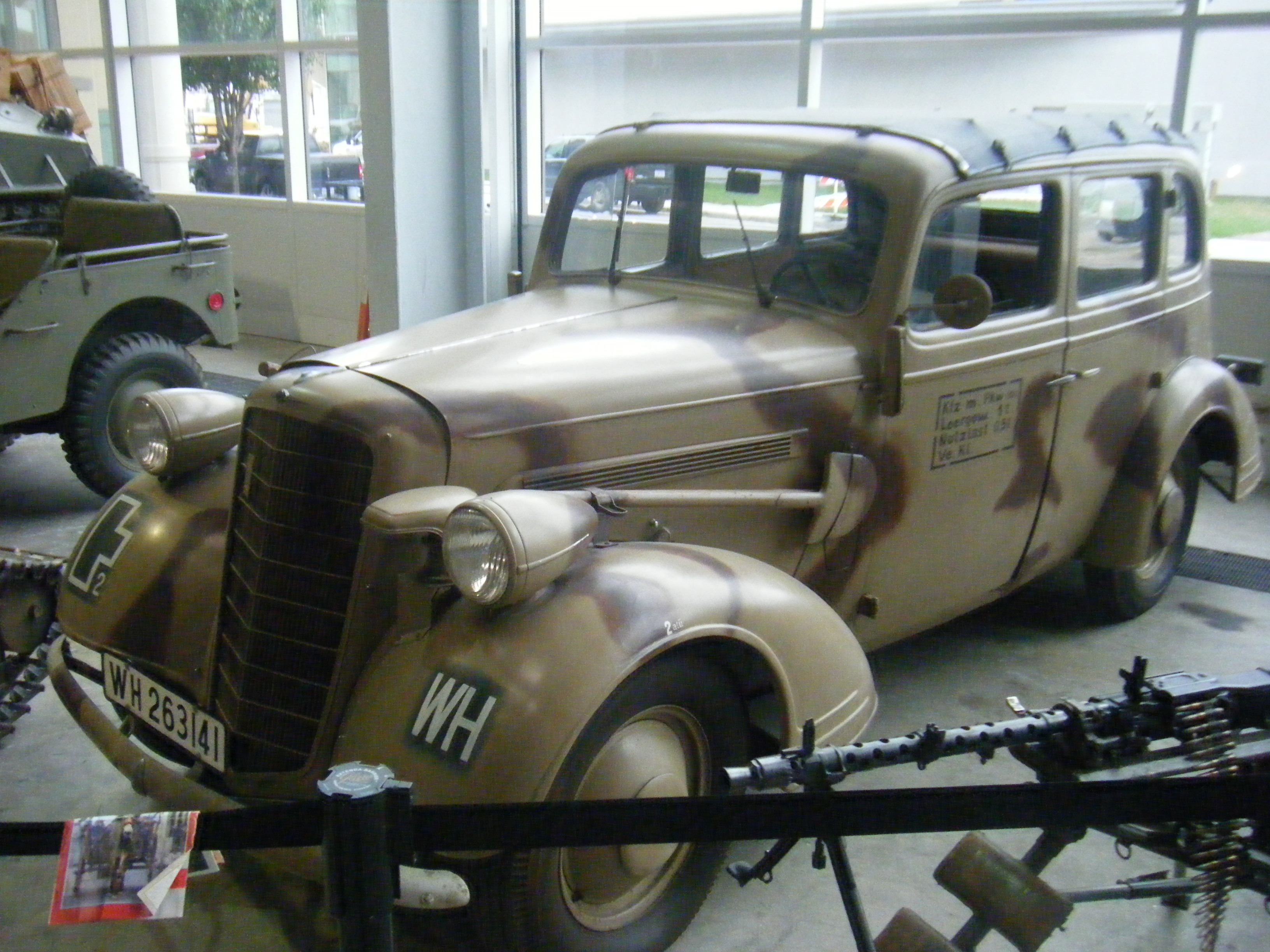
Una Opel 6 con verniciatura militare, utilizzata dalla Germania nazista durante la Seconda Guerra Mondiale

Allo scoppio della Seconda Guerra Mondiale, gli occhi del regime nazista furono puntati anche sulla Opel che ormai da alcuni anni aveva inaugurato il nuovo stabilimento di Brandeburgo per la produzione di camion da destinare ad un utilizzo militare (trasporto di truppe, di armi e di materiali necessari alla causa bellica). Nel maggio del 1940 fu interrotta la produzione di autovetture a Rüsselsheim: al loro posto fu avviata la produzione di materiali vari per allestimenti militari e di componenti aeronautici per aerei Junkers e Messerschmitt. Fu proprio nel 1940, tra le ultime autovetture prodotte a Rüsselsheim, che vide la luce la milionesima Opel, una Kapitän prima serie, ma di certo in quel periodo non vi erano i presupposti per festeggiare. Intanto, a Brandeburgo la produzione della gamma Blitz evolse e nel mese di agosto del 1940 cominciarono ad essere assemblati i primi camion a trazione integrale, per permettere alle truppe di spostarsi anche attraverso terreni accidentati. La soluzione a quattro ruote motrici fu dapprima applicata a modelli con portata massima di 3 tonnellate, ma dall'anno seguente fu estesa anche ai camion con portata massima di 1,5 tonnellate. Tra il 1940 ed il 1941 partì anche la produzione di motori da 1,5 litri, identici a quelli utilizzati fino a quel momento sulle Opel Olympia, ma che in quel caso andavano spediti a Neckarsulm presso lo stabilimento NSU che li avrebbe utilizzati per equipaggiare il suo moto-cingolato militare, la Kettenkrad. Nel 1942 a Brandeburgo cominciarono ad essere costruiti i primi Maultier, cioè autocarri con parte posteriore cingolata. Nonostante i massicci approvvigionamenti di carburante durante gli anni immediatamente precedenti lo scoppio della guerra, ben presto le riserve del Reich dimostrarono di non poter garantire ancora a lungo rifornimenti a valanga. Per questo, nel 1943 a Brandeburgo cominciarono ad essere costruiti i primi camion con alimentazione a gas d'aria ottenuto facendo bruciare legna in appositi bruciatori. Ma nel 1944 gli stabilimenti di Brandeburgo e Rüsselsheim furono bombardati riportando danni serissimi. L'impianto di Brandeburgo fu talmente malconcio che i tentativi di ricostruzione si rivelarono ben presto sconvenienti e l'impianto fu abbandonato. Lo stabilimento di Rüsselsheim, invece, sarebbe stato ricostruito dopo la guerra, perciò non avrebbe più prodotto alcunché per scopi militari. Si interruppe così del tutto la produzione militare presso gli stabilimenti Opel. Se alla fine del 1943 furono prodotti 23.232 autocarri, l'anno seguente la cifra crollò a 16.146 unità, mentre nel 1945, semplicemente non si produsse più nulla.

### Il dopoguerra, dal lento riavvio alla rinascita economica

#### La difficile ripresa

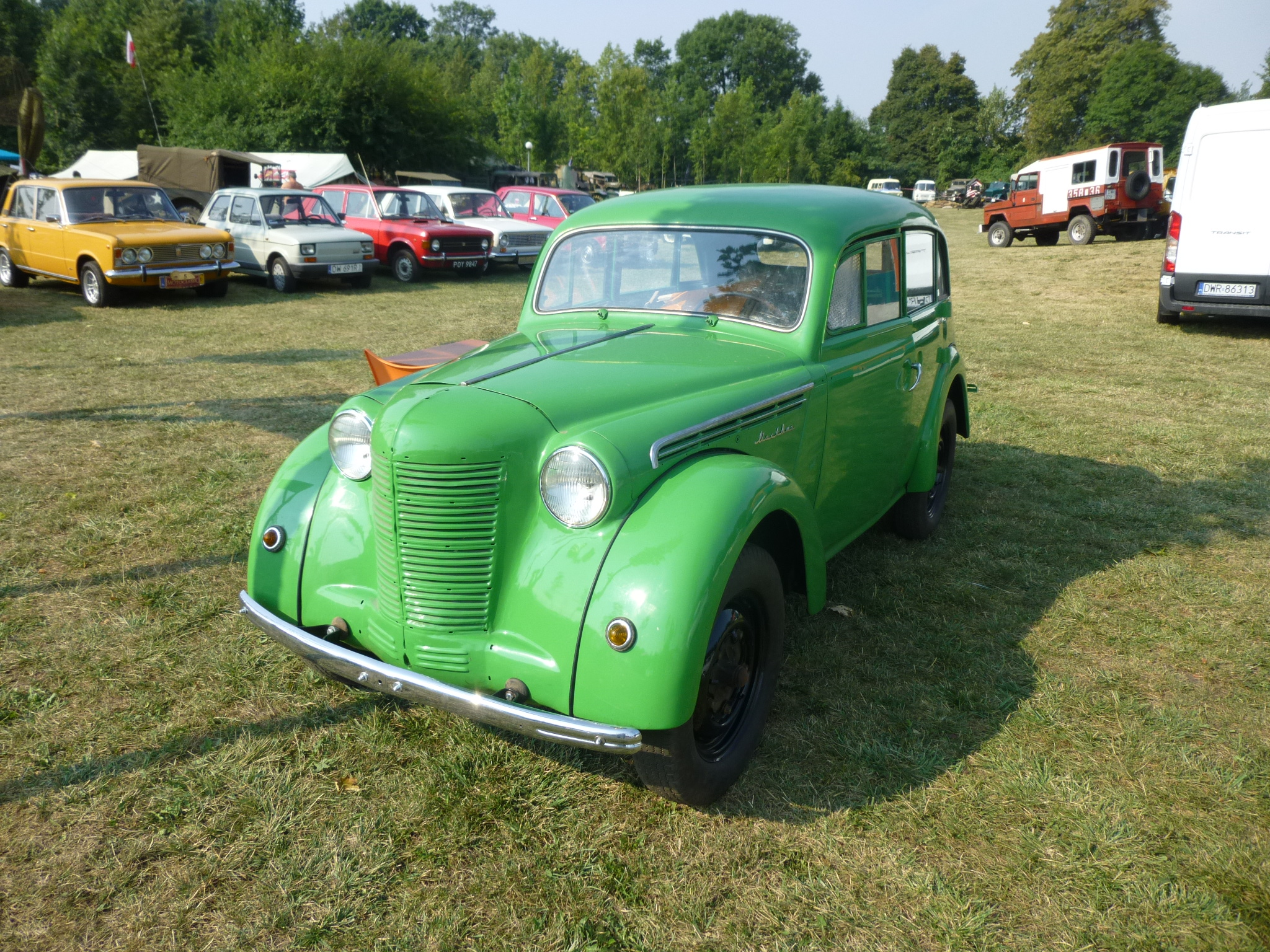
La Moskvitch 400, copia della Opel Kadett del 1936: l'immediato secondo dopoguerra vide l'URSS requisire progetto, materiali e macchinari per la produzione della Kadett e il risultato fu la produzione e commercializzazione in URSS di questo modello

All'indomani della fine della Seconda Guerra Mondiale, i due principali impianti produttivi della Opel furono gravemente danneggiati: come già detto, Brandeburgo non sarebbe stato più riparato, ma ciò non avrebbe poi avuto in realtà alcun senso, poiché la città sul fiume Havel andò a ricadere nel territorio occupato dalle autorità sovietiche e quindi nella futura DDR. Fu pertanto espropriato dal regime militare vigente, depredato di tutti i macchinari utilizzabili e di tutti i progetti ancora reperibili per portare tali risorse in territorio russo. Quanto alla stabilimento di Rüsselsheim, esso fu danneggiato per il 47% del totale. Già a settembre la produttività era piombata al 15% del suo potenziale effettivo a causa di questi danni che ne impedivano il pieno utilizzo da parte delle forze militari tedesche. Nonostante Rüsselsheim andasse a ricadere sotto il controllo statunitense, anche qui i sovietici portarono via, a titolo di risarcimento danni, ingenti quantità di materiali e progetti, in particolare quelli relativi alla Opel Kadett del decennio precedente. E infatti, già nel 1947, in Russia partì la produzione della Moskvitch 400, identica alla Kadett degli anni trenta.
La ricostruzione dello stabilimento di Rüsselsheim partì immediatamente: le zone meno toccate dai bombardamenti alleati furono invece utilizzate inizialmente per riparazioni ed operazioni di manutenzione ai veicoli militari statunitensi. In quei primi giorni di ritorno alla pace furono 7.000 i dipendenti della fabbrica di Rüsselsheim che tornarono regolarmente al lavoro. Molti di essi, però, si dedicarono ad aiutare nelle fasi di ricostruzione. A partire dal 1946, le forze d'occupazione americane richiesero anche alcune centinaia di frigoriferi che la Opel, forte della sua esperienza in collaborazione con la Frigidaire prese a costruire. Entro la fine di quello stesso anno, furono 573 le unità prodotte, ma le richieste da parte delle autorità statunitensi proseguirono oltre e alla fine del 1948 divennero ben 7.051 i frigoriferi consegnati all'esercito americano, a cui vanno aggiunti anche alcuni minori quantitativi di frigoriferi destinati al mercato interno. Fra l'altro a Rüsselsheim si prese a produrre frigoriferi Frigidaire in esclusiva, dal momento che il sito produttivo di Berlino risultò danneggiato e non fu più riparato. La produzione di frigoriferi non avvenne inizialmente sotto la spinta della General Motors, dal momento che i membri statunitensi del consiglio di amministrazione della Opel avevano lasciato già da tempo il loro incarico, sia pure in via provvisoria. Essi sarebbero tornati al tavolo del consiglio solo a partire dal 1º novembre 1948. Nel frattempo, già il 15 luglio 1946 ripartì la produzione dei primi autocarri Blitz da 1,5 tonnellate. Alla fine del 1946 furono costruiti 839 autocarri, ma ancora nessuna automobile. Fu solo a partire dal mese di dicembre del 1947 che ripartì la produzione della Olympia, con alcuni aggiornamenti tecnici. Il 21 giugno 1948 si ebbe la riforma monetaria in Germania, attuata in maniera tale da contrastare l'inflazione ed agevolare la ripresa economica. Pochi mesi dopo, ad ottobre, la Opel lanciò una versione aggiornata anche della sua vettura di fascia alta, la Kapitän, la quale finì per andare ad occupare anche la fascia di lusso. I tempi erano economicamente difficili un po' in tutta Europa, ma nonostante tale scenario, la Kapitän non poté considerarsi un fiasco e fu prodotta in diverse serie ed in oltre 400 000 esemplari fino al 1963, prima di lasciare il posto alla nuova generazione. E così pure la Olympia, decisamente meno impegnativa e quindi potenzialmente con maggiori possibilità di successo: fra il dicembre del 1947 e lo stesso mese del 1949 (quando terminò la produzione di questa serie), la Olympia totalizzò complessivamente 25.952 esemplari prodotti, a cui si andarono ad aggiungere 12.936 esemplari delle prime Kapitän del dopoguerra (queste ultime prodotte invece fino all'aprile 1950) e 22.695 autocarri. La fabbrica di Rüsselsheim, insomma, cominciò progressivamente a riavviarsi.

#### La rinascita economica e il boom del mercato automobilistico

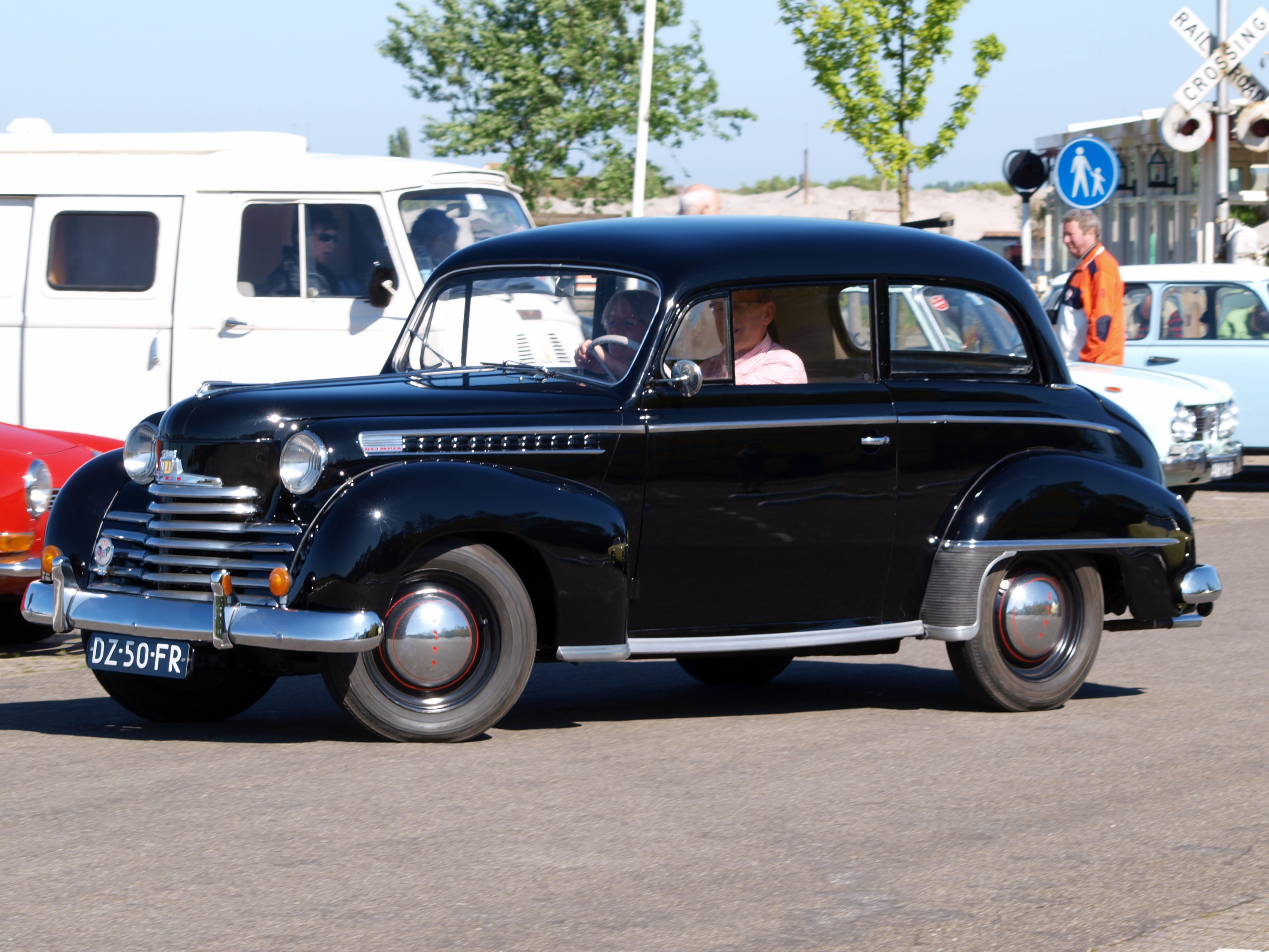
Una Opel Olympia del 1952, una delle colonne portanti della produzione automobilistica della Opel nei primi anni del secondo dopoguerra

Il 1950 vide il completamento dei lavori di ricostruzione dello stabilimento di Rüsselsheim: dopo un ciclopico stanziamento complessivo di 364 milioni di marchi, finalmente la fabbrica poté tornare a produrre a pieno regime. La Olympia venne sottoposta a migliorie tecniche e ad aggiornamenti stilistici. Alla fine di quell'anno si sfiorarono le 60 000 autovetture prodotte, più quasi 13 000 autocarri, per un totale di quasi 73 000 unità, delle quali il 40,5% fu destinato all'esportazione. L'anno seguente, la Opel raggiunse una penetrazione del 14,3% nel mercato interno, la Olympia fu il secondo modello più venduto nell'allora Germania Ovest e la Kapitän fu invece la più venduta in Germania fra le vetture a 6 cilindri. Il 1951 fu anche l'anno in cui la Opel terminò la costruzione della sua pista di collaudo privata. Ultimata il 17 ottobre ed inaugurata il 5 novembre, questa pista era costituita da un percorso a forma ovoidale irregolare, con due curve paraboliche ed alcuni tracciati al suo interno ognuno dotato di caratteristiche particolari. Vi era per esempio un tratto a fondo sabbioso, uno con mattonelle sporgenti e due rampe con salite e discese in quattro differenti livelli di pendenza. Il tracciato principale era lungo circa 15 km e grazie alle curve paraboliche con pendenza fino al 70%permetteva di testare le velocità massime di ogni vettura. Tale circuito fu eretto proprio di fronte allo stabilimento principale, dal lato opposto della ferrovia. Il collegamento fra stabilimento e pista avveniva mediante due ponti di accesso che scavalcavano la ferrovia.
Nel 1952, la fabbrica dava lavoro a 20.230 dipendenti. e la produzione giornaliera raggiunse le 341 unità, dato che toccò quota 396 l'anno seguente, quando per la prima volta dalla fine della guerra si superarono le 100 000 unità annue (105.792, per la precisione). Il 1953 fu anche l'anno in cui la Olympia cedette il posto alla Olympia Rekord, anch'essa destinata a raccogliere un notevole successo di vendite durante i suoi quattro anni di carriera. Il nome Olympia da solo continuò tuttavia ad essere utilizzato nelle varianti con allestimento semplificato e nelle furgonette su base Olympia Rekord. Il diffondersi delle carrozzerie di tipo "ponton" si ripercosse nello stile della nuova nata, ma anche nella nuova generazione della Kapitän, anch'essa finalmente proposta con carrozzeria a tre volumi.
Il 1954 vide la nascita del nuovo logo, sempre costituito da un cerchio attraversato da un dirigibile, ma questo appare più stilizzato ed allungato, quasi a raggiungere quella sagoma a forma di fulmine nella quale tutti riconoscono il marchio Opel. Nello stesso anno, la Opel raggiunse la massima penetrazione ottenuta durante il dopoguerra nel mercato tedesco occidentale, pari al 18,6%. A metà del decennio vi furono nuovi investimenti della Casa di Rüsselsheim per ottimizzare la qualità dello stampaggio dei lamierati, nonché i processi di assemblaggio. La gamma subì ripetutamente aggiornamenti, sia stilistici che tecnici. Il 1956 vide innanzitutto il raggiungimento del duemilionesimo esemplare costruito dall'inizio della produzione automobilistica, ma anche una produzione giornaliera che ormai ammontava a 745 autovetture, cifra che solo due anni sfondò nettamente il muro delle 1.000 unità giornaliere per raggiungere una quota di ben 1.199 esemplari, un dato destinato comunque a salire ancora negli anni seguenti. In quell'anno la gamma cominciò ad evolvere proponendo il caratteristico parabrezza panoramico, dapprima sulla Kapitän, ma che sarebbe stato esteso due anni più tardi anche sulla Rekord. Nel frattempo, il 1959 vide l'arrivo di un nuovo modello economico, la 1200, che preparerà il mercato all'arrivo di una futura vettura di fascia medio-bassa destinata a grandi numeri di produzione.

#### Il successo degli altri settori

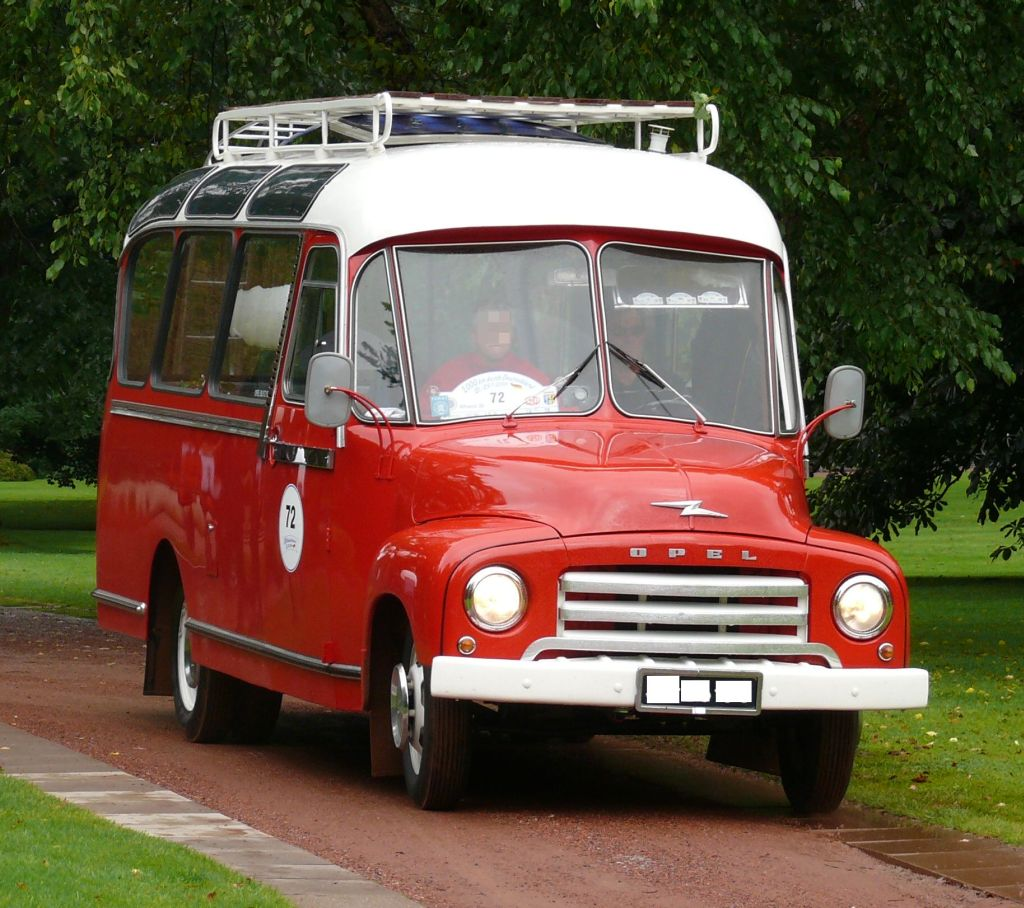
Un Blitz del 1952 in versione autobus

Se il settore delle autovetture conobbe un vero e proprio boom di vendite, lo stesso poté dirsi anche del settore autocarri, sebbene la crescita non fosse stata così accentuata. Ripartita nel 1946 con il modello Blitz da 1,5 tonnellate, la produzione di autocarri Opel proseguì per circa quattro anni con un solo modello. Fu infatti solo nella primavera del 1950 che la gamma si arricchì con l'arrivo del Blitz da 3 tonnellate (introdotto a marzo) e con la furgonetta derivata dalla Olympia, con portata massima di 500 kg (introdotta a maggio). Se alla fine del 1947, furono prodotti 3.219 autocarri, la cifra crebbe fino a 15.055 solo quattro anni dopo, alla fine del 1951. Nel gennaio del 1952 la gamma Blitz fu aggiornata anche esteticamente e resa più attuale con l'arrivo di un nuovo frontale dalla nuova calandra a listelli orizzontali e con i fari incassati nella parte anteriore dei parafanghi. Le linee generali si fecero anche più arrotondate. Le motorizzazioni utilizzate furono quelle dell'ammiraglia Kapitän, ossia le unità a 6 cilindri da 2,5 litri, poi aumentate a 2,6 litri in seguito ad ulteriori aggiornamenti. La portata massima fu di 1,75 tonnellate per tutta la gamma, prevista anche in configurazione autobus, un po' come avveniva in passato con i precedenti camion Opel di grossa taglia. Per quanto riguardava la fascia bassa del mercato dei veicoli commerciali, la vecchia Olympia Lieferwagen fu sostituita dal nuovo modello basato stavolta sulla prima generazione della Olympia Rekord, che però in versione per trasporto merci continuò a chiamarsi sempre Olympia Lieferwagen e mantenne immutata la portata massima a 500 kg.
Anche la produzione di frigoriferi con marchio Frigidaire proseguì ottenendo un gran successo: in quegli anni di rinascita economica, il frigorifero divenne assieme al televisore uno degli oggetti più ambiti per l'arricchimento delle abitazioni delle famiglie. Inizialmente furono oggetti non alla portata di moltissime persone, ma verso la fine del decennio cominciò anche per essi una diffusione ben più decisa. Inoltre, anche questa gamma di prodotti fu estesa anche ai congelatori, ma non solo: trattandosi di un'azienda che si trovava sempre e comunque nell'orbita della General Motors, quest'ultima decise ad un certo punto che la Frigidaire avrebbe dovuto costruire anche impianti di condizionamento per le proprie autovetture. E così fu: su alcuni modelli, in particolare quelli commercializzati con marchi Buick o Cadillac, gli impianti di condizionamento furono firmati Frigidaire. Il successo di vendite parve inarrestabile anche in tale campo: da 573 frigoriferi costruiti al termine del 1946 si passò rapidamente a ben 8.115 unità prodotte al termine del 1950, che divennero 24.676 cinque anni dopo e addirittura 102.744 al termine del 1958. Ma i riscontri nelle vendite di autovetture furono anche superiori, ragion per cui le esigenze di ampliare la gamma costrinsero la dirigenza GM a far cessare la produzione di frigoriferi a Rüsselsheim in modo da far spazio a nuove linee di montaggio. Gli ultimi frigoriferi Frigidaire furono prodotti nel 1959. Da quel momento, tali prodotti sarebbero stati prodotti in due siti ubicati rispettivamente nei pressi di Londra e di Parigi.

### Gli anni '60 e '70

#### Diversificazione della gamma dopo il 1960

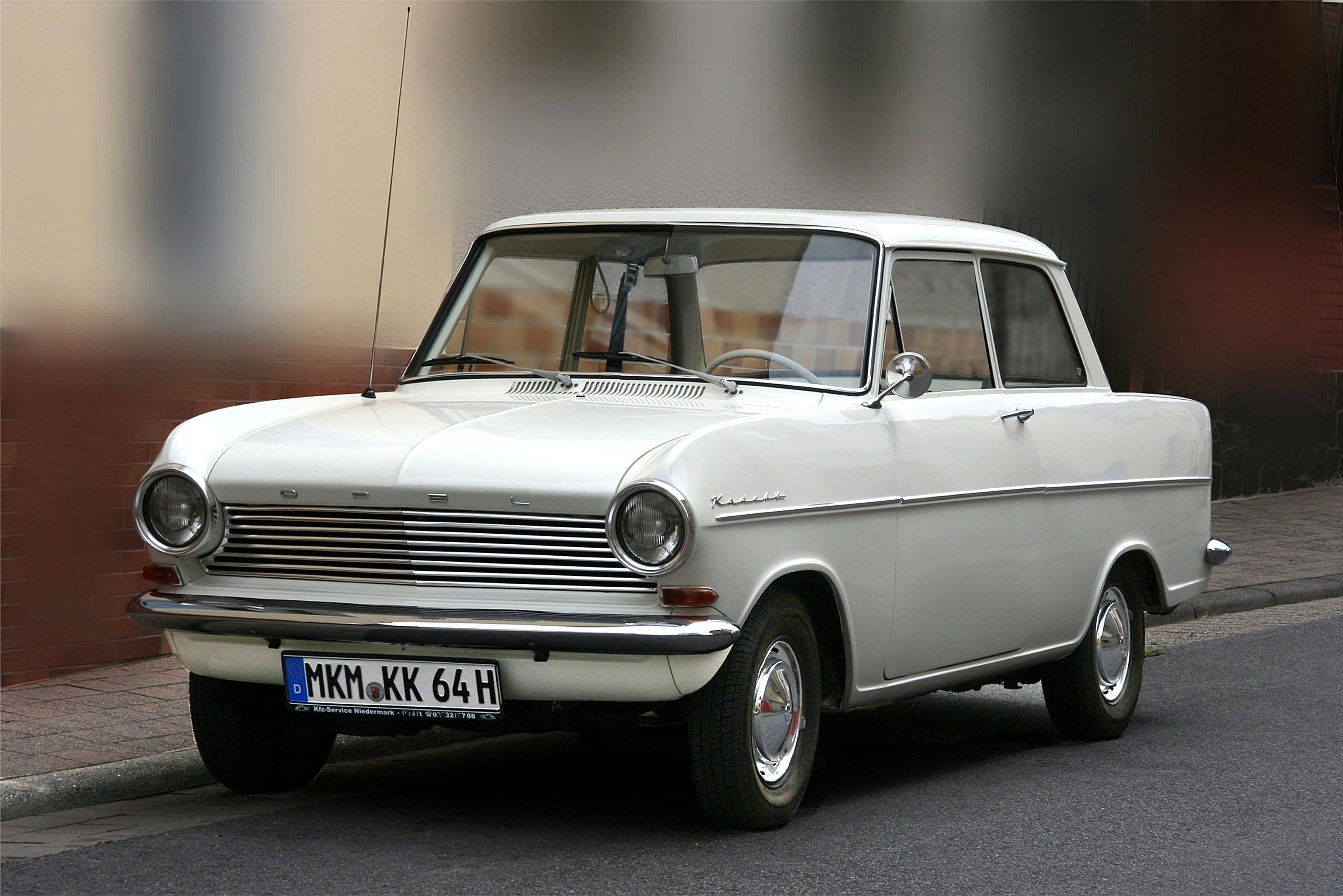
Una Opel Kadett A, ossia la prima generazione del 1962

Il 1960 fa ancora parte di quel periodo indicato come rinascita economica, questo anche in Germania Ovest, dove regna ancora una certa prosperità presso la maggior parte delle aziende e dove la popolazione dimostra una gran fiducia nell'avvenire. La Opel non faceva eccezione: sebbene la sua penetrazione nel mercato interno non fosse più ai massimi storici già da qualche anno, la percentuale aveva ripreso a salire e alla fine di quell'anno aveva fatto registrare un 17,4% (rispetto al 17% dell'anno prima). Il 1960 vide anche l'avvicendamento fra due direttori generali: Edward W. Zdunek, in carica dal 1948, lasciò il posto a Nelson J. Stork. Sempre del 1960 fu l'ampliamento del magazzino ricambi di Rüsselsheim e del capannone destinato alla costruzione di motori, ma anche l'avvio della costruzione di un nuovo stabilimento in Germania Ovest, e più precisamente a Bochum, uno stabilimento destinato alla produzione della futura vettura popolare della Opel, la Kadett, che avrebbe debuttato nel 1962 in occasione dei festeggiamenti per il centenario della Opel. Si trattava di una Kadett totalmente nuova rispetto al modello degli anni trenta e molto più moderna. Essa rappresentò la prima serie di una fortunatissima dinastia di vetture di fascia medio-bassa, che sarebbe stata prodotta per circa trent'anni. L'avvento della Kadett avrebbe portato ad un rialzo assai significativo nella produzione annuale della Opel, basti pensare che al termine del 1963 si raggiunsero ben 570.293 autovetture prodotte nei due stabilimenti. Fra il 1963 ed il 1964 si assistette anche ad un deciso rinnovamento della restante gamma, con l'introduzione delle nuove generazioni della Rekord (detta Rekord A) e della Kapitän (detta Kapitän A). Quest'ultima sarebbe stata prodotta in altre due versioni caratterizzate da due denominazioni differenti (Admiral e Diplomat) ed anche da allestimenti differenti. La Diplomat sancì anche il ritorno della Casa tedesca ad una motorizzazione ad 8 cilindri, dopo 35 anni di assenza. Il 1964 fu anche l'anno in cui si celebrarono la cinquemilionesima Opel prodotta e la due milionesima Opel esportata. La percentuale di esportazioni si mantenne in quegli anni compresa fra il 45% ed il 50%. In quel periodo vi fu anche non uno, ma due nuove evoluzioni del logo: una nel 1963 in cui il vecchio dirigibile alato divenne ancor più stilizzato ed una già nel 1964 in cui assunse la definitiva forma a fulmine che avrebbe caratterizzato anche le successive evoluzioni del logo.

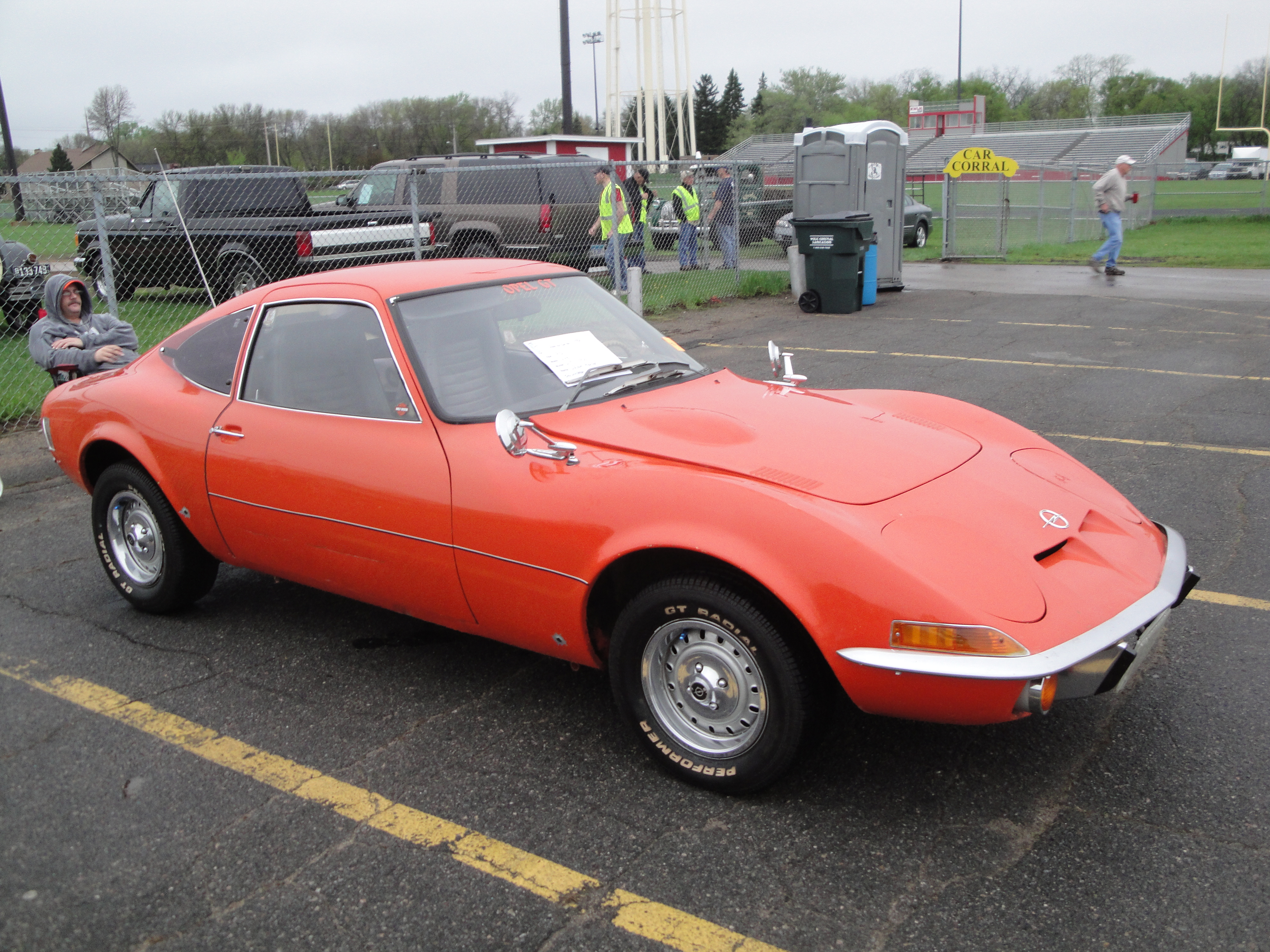
Una Opel GT 1900, prima vera sportiva della Casa

La progressiva diversificazione della gamma, presente anche nei futuri piani della Casa tedesca, ebbe come conseguenza la necessità di aprire nuovi siti produttivi, visto anche il generale buon andamento delle vendite. Per questo, nel 1965 venne aperta una nuova fabbrica ad Anversa, in Belgio, e cominciarono anche i lavori di costruzione di un nuovo centro di collaudo a Dudenhofen, che sarebbe stato inaugurato l'anno seguente, quando anche l'altro nuovo stabilimento Opel di Kaiserslautern avrebbe cominciato a produrre frizioni e scatole guida. Nel frattempo venne lanciata la seconda generazione della Kadett, mentre Ralph Mason fu eletto nuovo presidente del consiglio di amministrazione. Un'altra novità fu l'arrivo della nuova generazione di autocarri Blitz, denominata Blitz B. Il 1967 vide una sensibile frenata generale nell'economia tedesco occidentale. Vi furono pertanto alcune riduzioni di orario a Rüsselsheim, ma solo temporanee. Tale recessione siglò il definitivo tramonto del fenomeno della rinascita economica. Nello stesso anno vi fu un'ulteriore diversificazione della gamma con l'arrivo della Olympia A e della prima generazione della Commodore, versioni di lusso derivate rispettivamente dalla Kadett e dalla Rekord. Anche il 1968 fu particolarmente ricco di eventi, con l'inaugurazione del nuovo stabilimento GM a Strasburgo, utilizzato principalmente dalla Opel per la produzione di cambi, e con l'ampliamento della fabbrica di Rüsselsheim. Il mercato riprese fiato e la produzione annua della Opel salì da 549 000 a quasi 657 000 esemplari. Per quanto riguarda le novità in gamma, significativo fu il lancio della Opel GT, una coupé compatta, stilisticamente simile alle contemporanee Chevrolet Corvette e con la quale si intendeva strizzare l'occhio ad una clientela giovane e disponibile inizialmente con motore da 1,9 litri. Le sue straordinarie prestazioni portarono più volte la GT alla ribalta dell'attenzione pubblica. Nel 1971 una speciale versione di questo modello, azionata da due motori a corrente continua da 140 kW, frutto della collaborazione tra Opel, Bosch, Continental e VARTA, fece registrare 6 record mondiali e raggiunse una velocità massima di 188 km/h sul circuito tedesco di Hockenheim. Un'altra novità fu l'arrivo della prima Opel a gasolio, un autocarro Blitz equipaggiato con un 2 litri diesel da 60 CV di potenza massima.

#### Gli anni '70 fra crisi energetica e novità tecnologiche

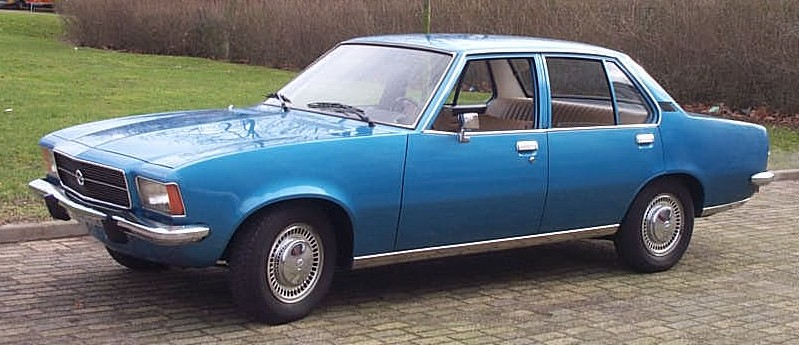
Una Rekord D, ennesima generazione del modello di fascia medio-alta presentata nel 1972 e che fece esordire la Opel nel campo dei motori diesel applicati ad un ambito puramente automobilistico

Il 1970 vide la produzione Opel aver luogo anche in altri due siti GM: il già citato stabilimento di Anversa, dove le vetture venivano prodotte con leggeri aggiornamenti estetici, e soprattutto con il marchio Ranger, destinato a Belgio e Svizzera, ed il sito inglese di Luton, dove venne riorganizzata la produzione Vauxhall: da quel momento, la produzione inglese sarebbe stata assai simile a quella tedesca. In quello stabilimento, già da un anno era stata avviata la produzione del nuovo Bedford, destinato in seguito a sostituire lo storico Blitz. Sempre nel 1970, un'altra sportiva affiancò la GT: si trattava della Opel Manta, coupé quattro posti nata da un progetto che contemporaneamente avrebbe dato vita anche all'Ascona, una nuova berlina di fascia media. Per fare posto a questa nuova coppia di vetture, nel 1972 Opel riposizionò verso l'alto la gamma Rekord, con un nuovo modello dai motori più grossi. Il 1972 vide anche il ritorno ad una quota record di penetrazione nel mercato tedesco, pari al 20% netto. Il successo delle Opel stava a quel punto viaggiando a due velocità: mentre le nuove generazioni di ammiraglie, rappresentate dalla Commodore (una derivata della Rekord) e dalla triade Kapitän-Admiral-Diplomat, facevano fatica a riscuotere successi, le tre vetture principali della gamma - la Kadett, la Ascona e la Rekord - vendevano considerevolmente e buone soddisfazioni commerciali dava anche la Manta. La crisi petrolifera del 1973 non fece che accentuare tale tendenza a causa dell'enorme impennata dei prezzi del carburante ed avrebbe potuto interessare anche la nuova generazione della Rekord se non fosse stato per il fatto che già al suo debutto, tale modello fosse stato previsto anche con un motore diesel da 2,1 litri, il primo di fabbricazione Opel. Tuttavia, nel 1974 si ebbe ugualmente una forte flessione produttiva che si tradusse nel licenziamento di circa il 20% dei dipendenti (dai 57.171 del 1973 ai 46.047 del 1974). Si trattò in realtà di una crisi passeggera, poiché già nel 1975 l'azienda tornò ad assumere la produzione tornò a salire. Nel 1975 la Opel cominciò anche a progettare le vetture anche in funzione dei nuovi criteri di sicurezza, effettuando tra l'altro i suoi primi crash-test. In quell'anno debuttarono anche le nuove generazioni dell'Ascona e della Manta. Nel 1976 la ferita originatasi due anni prima parve sanata il numero dei dipendenti Opel superò addirittura la cifra del 1973, con ben 58.421 effettivi. Nella seconda metà del decennio fu rinnovato il settore delle ammiraglie, sostituendo i modelli già in listino con la nuova Commodore e la coppia Senator-Monza (berlina e coupé rispettivamente), ma senza significativi successi. Nel 1979, infine, Opel presentò la sua prima vettura a trazione anteriore, la nuova Kadett D. Tale modello segnò quindi un altro passo significativo nell'evoluzione tecnologica della Casa.

### Gli ultimi decenni del XX secolo

#### Gli anni '80

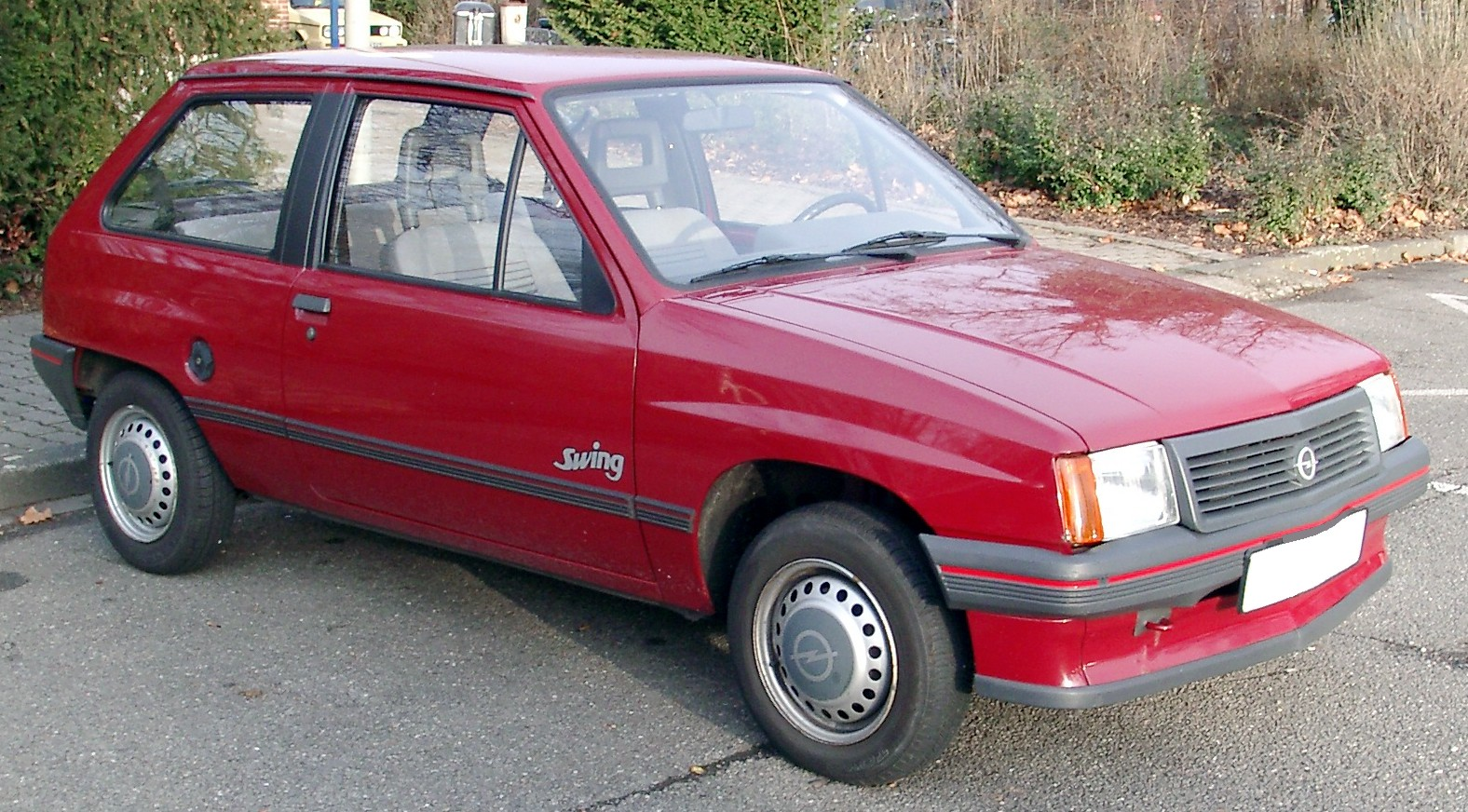
Una Opel Corsa prima serie, vettura di enorme successo

Il nuovo decennio si aprì con una forte frenata della domanda nei confronti delle vetture di fascia alta e medio-alta, non solo presso la Opel, ma presso un po' tutte le Case, specie quelle generaliste. Colpa della seconda crisi energetica, verificatasi nel 1979 e che ebbe come conseguenza nuovi rialzi nei prezzi dei carburanti, per cui i tradizionali acquirenti di vetture di fascia alta ripiegarono su mezzi più economici. Alla Opel, ciò causò una perdita globale di 410 milioni di marchi ed oltre 7.500 posti di lavoro andarono in fumo. Per l'anno seguente, partirono comunque nuovi investimenti per nuove linee di montaggio a Kaiserslautern e un più moderno reparto di verniciatura a Rüsselsheim. Nonostante ciò, alla fine del 1981 si registrarono nuove perdite, pari a 592 milioni di marchi e perciò ancor più pesanti dell'anno precedente. Intanto, stavano per essere ultimati i lavori per la realizzazione di un nuovo stabilimento, questa volta in Spagna, a Saragozza, dove dall'anno seguente avrebbe dovuto essere assemblata la prima vera utilitaria della Casa tedesca, ossia la Corsa. Questa cominciò ad essere prodotta nel luglio del 1982, sarà destinata ad un enorme successo ed attraverso successive generazioni ed evoluzioni è tuttora in produzione. Il successo della Corsa si ripercosse positivamente sul bilancio della Opel fin da subito: alla fine del 1982 il bilancio fu di 92 milioni di Euro in attivo. Esattamente un anno dopo, alla fine del 1983, la Opel chiuse per la prima volta nella sua storia con oltre un milione di autovetture prodotte in un solo anno e sempre nel 1983 si sfondò la soglia di 20 milioni di autovetture prodotte dal 1899.

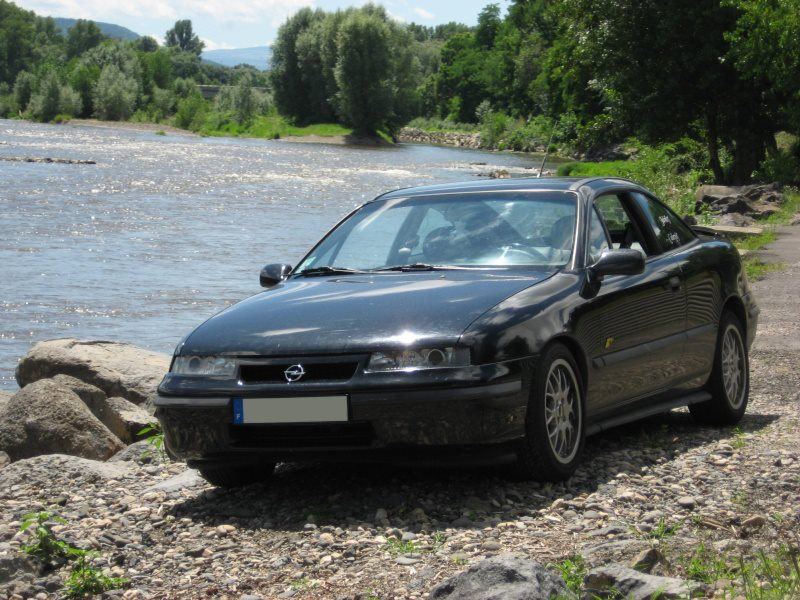
Opel Calibra

La situazione rimase comunque delicata: già l'anno seguente, nel 1984, si ebbero nuovi cali di vendite e quindi nuove perdite e nuovi licenziamenti. Da qui fino alla fine del decennio si assistette ad un andamento altalenante, con lievi cali alternati a lievi riprese. Vale la pena ricordare un'importante innovazione introdotta dalla Opel in questa seconda età degli anni '80, e cioè: il catalizzatore proposto già dal 1985 in alcuni mercati, ma, come si vedrà, esteso in maniera più massiccia solo quattro anni dopo. L'anno seguente, viene introdotta la nuova ammiraglia della Casa, ossia la Omega, che va a sostituire in un colpo solo la Rekord e la sfortunata Commodore. La Senator invece rimarrà a listino e verrà sostituita in seguito da una nuova ed altrettanto poco venduta generazione. È quindi tempo di cambiamenti ed oltre alle novità al vertice della gamma, si hanno anche novità nelle restanti fasce: il 1987 vide l'arrivo della Kadett Cabrio, realizzata sulla base della nuova generazione lanciata già nel 1984 (e vincitrice dell'ambito premio di "Auto dell'anno", per la prima volta nella storia della Opel), mentre gli ultimi due anni del decennio videro rispettivamente la nascita della Vectra (destinata a sostituire la Ascona) e della coupé Calibra (destinata a rimpiazzare la Manta). Proprio la Calibra risulterà assai apprezzata per le sue forme assai profilate e le sue linee gradevolmente futuristiche. i 238.647 esemplari fino al 1997 sono la dimostrazione dell'enorme popolarità di questa coupé che nel decennio successivo diverrà una delle leader nel suo segmento. Il 1989 vide anche la produzione della 25 milionesima Opel, ma soprattutto, il 24 aprile di quell'anno, la Opel decise che da quel momento tutte le sue vetture sarebbero state disponibili per il pubblico anche con marmitta catalitica. La Casa tedesca era quindi la prima a proporre sul mercato europeo una completa gamma di modelli catalizzati. Con questa iniziativa anticipava spontaneamente future normative comunitarie sottolineando il proprio ruolo di precursore nel campo della protezione ambientale.

#### Gli anni '90

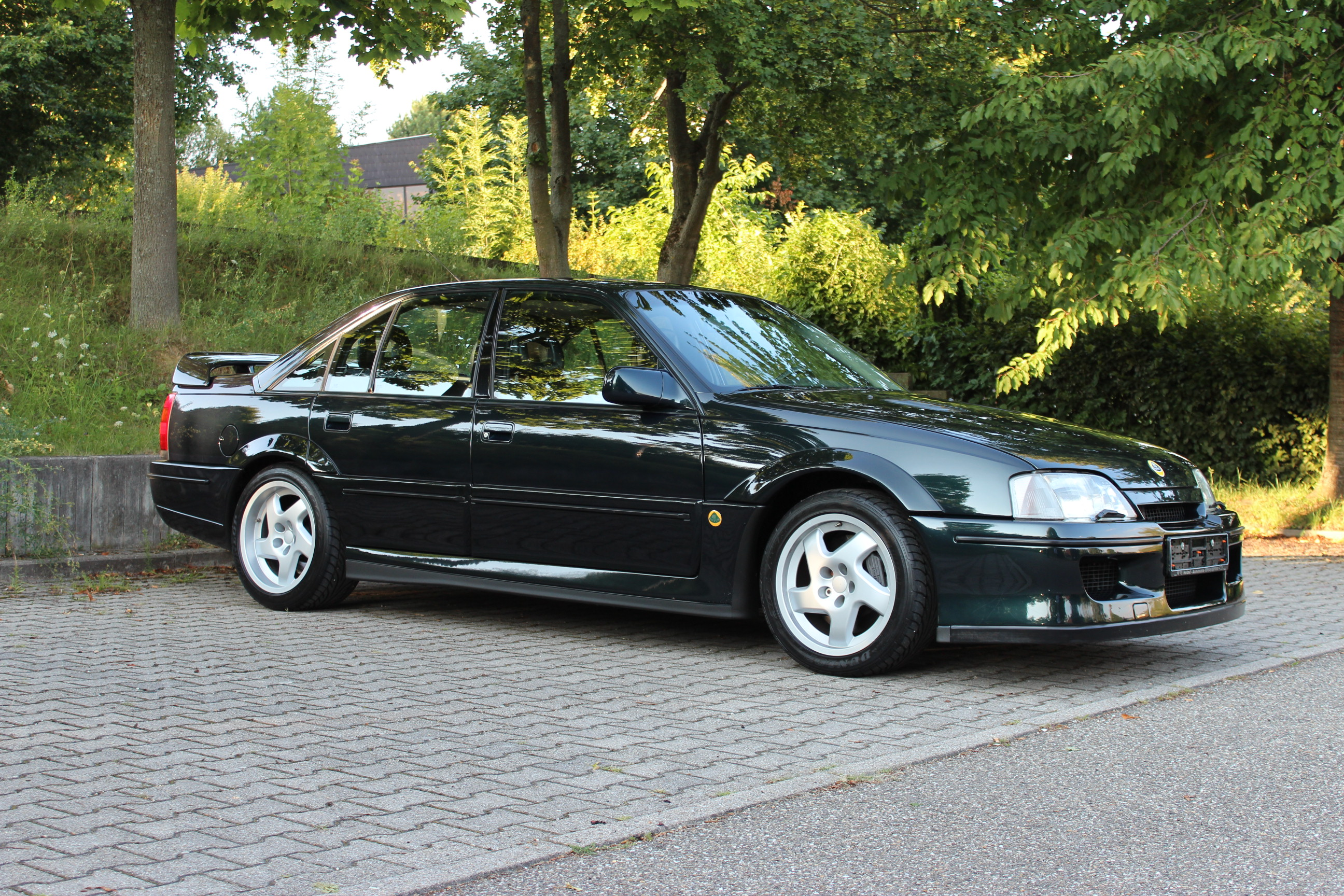
Una Omega Lotus, versione di punta della gamma Omega

L'ultimo decennio del XX secolo si aprì con alcuni acuti della Opel: la Vectra risultò alla fine del 1990 la berlina di maggior successo in Europa nel suo segmento (con circa 2,5 milioni di esemplari venduti) ed anche la media di maggior successo nella storia della Opel, mentre nello stesso anno vennero lanciate due versioni estreme della Omega, ossia la Evolution 500 e la Omega Lotus. Quest'ultima in particolare, disponeva di un potente motore da 3,6 litri biturbo in grado di erogare 377 CV e di rendere tale modello la Opel stradale più potente prodotta ancora oggi. Al suo debutto sarebbe stata inoltre la berlina di serie più veloce al mondo. Una politica di standardizzazione delle denominazioni fra Opel e Vauxhall, politica voluta dai vertici GM, portò a cancellare le differenze di denominazione fra i modelli tedeschi ed i corrispondenti modelli inglesi. Così, a partire dal 1991, il modello destinato a sostituire la Kadett prese il nome di Astra, come la Kadett prodotte fino a quel momento a Luton. Analogamente, la produzione inglese assunse invece le denominazioni utilizzate fino a quel momento per la restante gamma Opel. Sempre del 1991 fu anche il primo fuoristrada della Casa, ossia la Frontera, prodotto in collaborazione con la Isuzu (anch'essa nell'orbita GM). L'arrivo della Frontera diede il via ad una nuova ondata di diversificazione della gamma che portò in seguito alla nascita delle monovolume Sintra e Zafira, quest'ultima solo alla fine del decennio, ma anche della piccola Tigra, prima coupé in scala ridotta della Casa ed una delle prime nel mercato internazionale. Tale coupé fu realizzata sulla base della seconda generazione della Corsa, lanciata nel 1993. Fino a quel momento, solo alcune giapponesi (Honda CRX, Mazda MX-3, ecc) si erano cimentate nella fascia di mercato delle piccole coupé, trovando concorrenza solo in madrepatria. Anche la Tigra raccolse numerosi consensi.

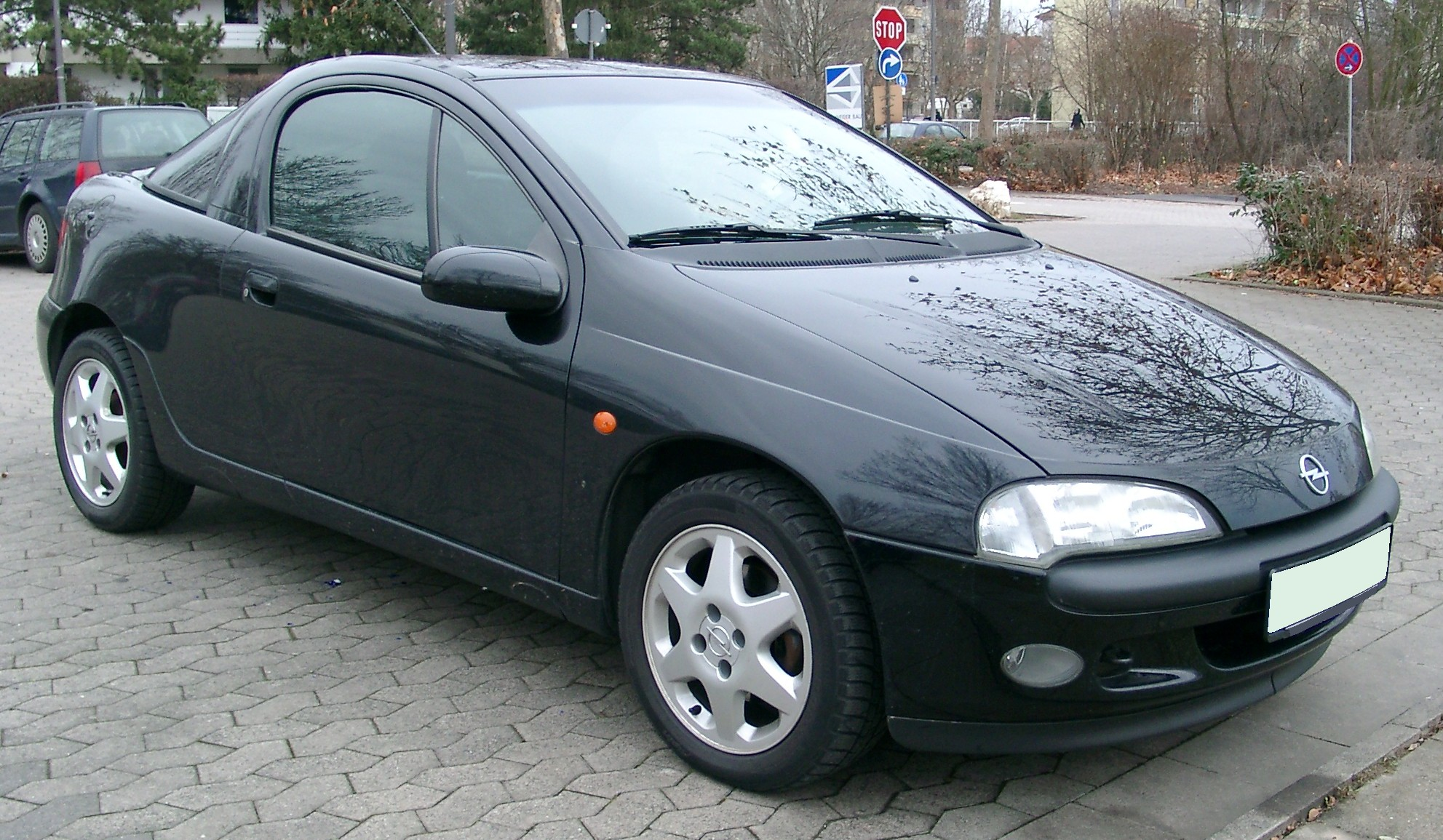
La piccola coupé Tigra su base Corsa

Ma durante la seconda metà degli anni '90 la stampa specializzata e la stessa clientela fecero emergere alcune significative pecche nelle finiture, nella cura degli assemblaggi ed in alcuni casi anche nell'affidabilità di alcuni lotti di motori. Ciò si accompagnò anche ad un evidente ostracismo della dirigenza GM nei confronti di chi aveva intenzione di far evolvere la gamma Opel verso vette qualitative più elevate. I vertici GM avevano infatti intenzione di privilegiare il miglioramento dell'attività GM nel mondo, ma a discapito dei singoli marchi. Si aprì da qui un lungo periodo in cui la Opel tornò ad essere percepita come Casa generalista in grado unicamente di produrre auto razionali ma con poca anima, un periodo che si protrasse anche fino ai primi anni del nuovo secolo. Ma la seconda metà del decennio vide anche l'arrivo di alcune novità tecnologiche, come i primi motori diesel ad iniezione diretta, che sarebbero poi stati evoluti nei primi common rail Opel. Sul fronte della sicurezza, venne introdotta in alcuni modelli un particolare tipo di pedaliera che, in caso di urto, si sganciava dalla sede evitando così danni alle gambe o ai piedi del conducente. In particolare il 1998 vide il ritorno della Casa tedesca nel settore dei veicoli commerciali con l'introduzione del furgone Movano, progettato e sviluppato in collaborazione con la Renault.

### Il nuovo millennio

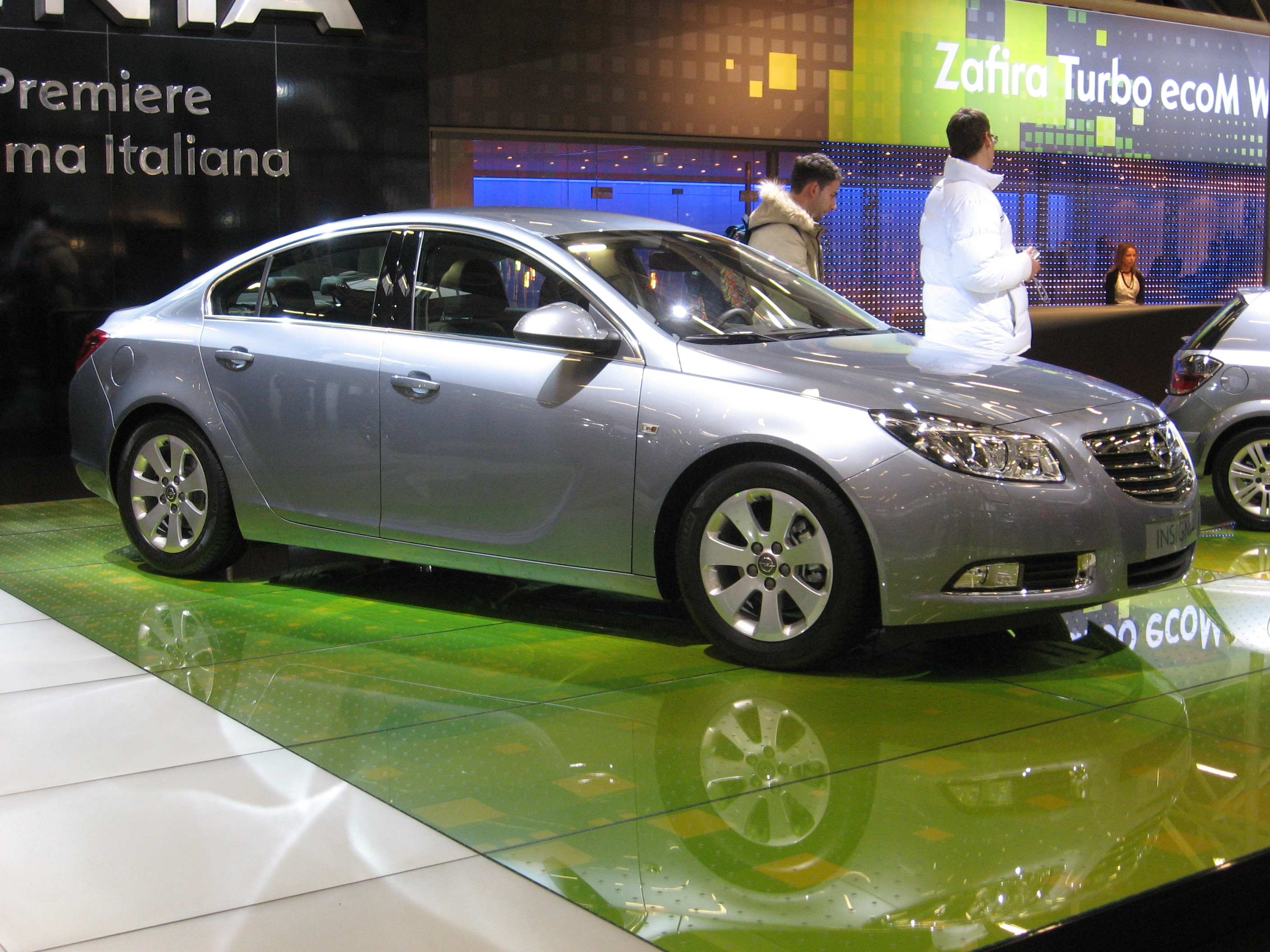
Con l'Insignia, la Opel torna ad avere successo nel settore delle grandi berline da famiglia

Il nuovo millennio si aprì con l'annuncio di una joint-venture tra il gruppo GM ed il gruppo Fiat: da tale collaborazione, poi sciolta solo sei anni dopo, nacque la quarta generazione della Corsa (progettazione in comune con la Grande Punto), mentre la berlina 159 dell'Alfa Romeo condivise la base meccanica con la terza generazione della Vectra. Uno degli ultimi significativi sviluppi di tale alleanza, concretizzatisi anni dopo la fine della stessa, fu il lancio della quarta generazione del furgoncino Combo, presentato a Francoforte nel 2011 e che condivise motori, meccanica e la stessa scocca con il contemporaneo Fiat Doblò. Altri prodotti derivanti dall'alleanza Fiat-GM furono i nuovi motori common rail da 1,3 e 1,9 litri, utilizzati su modelli di entrambi i gruppi. Ma intanto, prima ancora di vedere tutte queste novità, il nuovo millennio vide anche la Opel allargare ulteriormente il ventaglio di modelli in gamma con il lancio di due nuove monovolume, ossia la piccola Agila e la Meriva un po' più grande. Mentre quest'ultima fu figlia della terza generazione della Corsa, da cui riprese pianale e meccanica, la Agila fu frutto di un progetto congiunto con la Suzuki (all'epoca appartenente anch'essa al gruppo GM), che era desiderosa di rinnovare la sua piccola monovolume Wagon R+. In quei primissimi anni del nuovo secolo vi fu anche l'arrivo della nuova sportiva su base Astra, ossia la OPC con motore turbo da 2 litri, che sostituì il precedente 2 litri aspirato. Tale motore sarebbe stato poi evoluto passato dagli originari 200 CV a 240 CV sull'Astra OPC di terza generazione e fino a 280 CV sull'Astra OPC di quarta generazione. Nel frattempo, il 2007 vide un cambio al vertice del settore design, con l'arrivo di Mark Adams, il quale diede una svolta dal punto di vista dello stile dei futuri modelli Opel. Per questo, la nuova berlina Insignia ha riscosso un buon successo di vendite e ha riposizionato più in alto la reputazione della Casa, grazie anche a finiture molto più curate che in passato, a motori affidabili e a "chicche" tecnologiche come il dispositivo che riconosce il cartelli stradali e comunica i limiti di velocità al conducente. Lo stesso livello di cura è stato in seguito riversato anche nei modelli di fascia inferiore, anche per contrastare una recessione economica che si stava ripercuotendo negativamente sul mercato automobilistico globale.

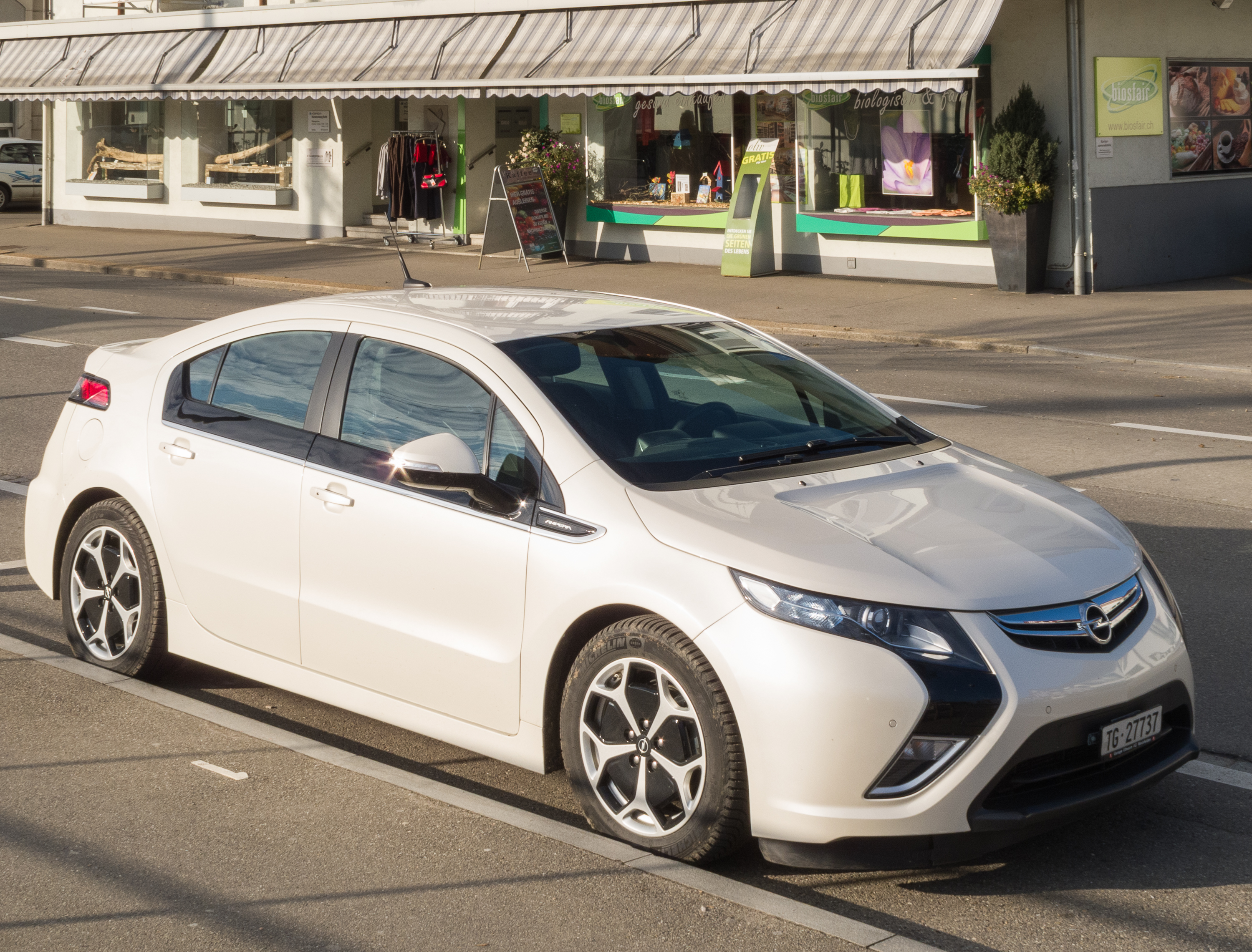
Una Opel Ampera, modello importante per l'evoluzione tecnologica della Opel

Proprio a causa di tale grave recessione, inizialmente parve che la GM volesse disfarsi della Opel. Nel mese di giugno 2009, infatti, in conseguenza della ristrutturazione in atto nel gruppo General Motors, era stata avviata una trattativa per la cessione della Opel al gruppo austrocanadese Magna-Steyr, ma il 4 novembre è stata interrotta per la decisione del gruppo statunitense di mantenere il controllo sulla azienda tedesca. È proprio calando tali eventi in una cornice di altri avvenimenti difficili che va letta anche la breve alleanza stretta nel 2012 fra il gruppo GM ed il francese gruppo PSA. Tale alleanza non ha però portato al momento alcuno sviluppo in comune, anche se la Casa di Rüsselsheim ha comunicato fin dall'inizio di tale alleanza che uno degli obiettivi che questa si prefissava sarebbe un progetto dal quale sarebbero derivate la seconda generazione della Insignia, ma anche la nuova Citroën C5 e la nuova Peugeot 508..
Intanto, dopo aver debuttato nel settore delle SUV e delle roadster con l'Antara e la Opel Speedster, realizzata assieme alla Lotus e poi sostituita dalla Opel GT del nuovo millennio (che in realtà è stata però sviluppata e prodotta negli Stati Uniti), la Opel fa il suo ingresso anche nel settore delle SUV compatte con il lancio della Opel Mokka. Dal punto di vista societario, dall'inizio del 2011 Opel è tornata ad essere una società per azioni (AG, Aktiengesellschaft in tedesco, iscritta nel Registro delle Imprese del Tribunale distrettuale di Darmstadt con HRB/numero di registro: 89558), dopo essere stata una società a responsabilità limitata (GmbH, secondo l'acronimo in tedesco, HRB/numero di registro: 84283) dal 7 dicembre 2005 a tutto il 2010. Il 2011 ha anche visto l'arrivo di un modello che, sebbene non sia stato un vero successo commerciale, si è dimostrato assai significativo nella lotta alle emissioni inquinanti: la Ampera, primo modello ibrido della Opel, realizzato anch'esso sotto la supervisione del gruppo GM che l'ha commercializzata anche come Chevrolet Volt. Infine, dopo l'arrivo della nuova Corsa nel 2015 è stata presentata in anteprima al salone di Ginevra l'Opel Karl, autovettura che sostituirà l'Opel Agila, e nel mese di settembre dello stesso anno viene presentata la nuova generazione dell'Astra. Al Salone di Ginevra del 2016 viene presentata il restyling della Mokka che viene ridenominata Mokka X.

### Il passaggio dalla GM al gruppo PSA
Il 6 marzo 2017 il gruppo automobilistico francese PSA Peugeot Citroën ha annunciato ufficialmente l'acquisto del marchio per 1,3 miliardi di euro, con un'operazione totale dal costo da 2,2 miliardi. Il gruppo diventa così il secondo costruttore di auto in Europa dietro Volkswagen.
L'acquisizione della Opel, assieme al marchio "gemello" Vauxhall riservato ai mercati britannici, è stato la conseguenza dell'incapacità, da parte del gruppo GM, di conferire redditività al marchio tedesco. Tale incapacità, ormai protrattasi da anni, è sfociata appunto nella cessione al colosso francese del marchio di Rüsselsheim assieme al suo omologo britannico, ormai da decenni legato alla Opel da evidenti sinergie industriali. Sta di fatto, comunque, che nel primo semestre del 2018 la Opel è tornata a fare utili dopo un periodo di ben 19 anni. I primi modelli nati sotto l'egida del gruppo PSA furono le crossover Crossland X e Grandland X, nonché la sesta generazione della Corsa, tutte su pianali di origine francese. 

### La nascita di Stellantis
Poco dopo l'acquisizione da parte di PSA, l'intero gruppo, e quindi anche Opel, confluì assieme a FCA nel nuovo gruppo Stellantis. La fusione è stata ratificata il 16 gennaio 2021, con la Opel che ha continuato ad utilizzare pianali di fabbricazione PSA. Il primo modello nato dopo tale fusione è stato la sesta generazione dell'Astra.

## Successi sportivi
La Opel nel corso degli anni ha riscosso molto successo anche nelle competizioni sportive dove fece la sua prima apparizione con una Patent-Motorwagen System Lutzmann nel 1899. Nel 1901 la Casa tedesca ottenne la sua prima vittoria aggiudicandosi la gara in salita di Königsstuhl.
Nel 1913 la Opel sviluppò un rivoluzionario 4 cilindri a 16 valvole per le corse da gran premio e nel 1914 il più grande motore Opel mai realizzato: un propulsore da 12.300 cm³ destinato alle competizioni sportive ed a tentativi di record, capace di sviluppare 260 CV, una potenza elevatissima per quell'epoca.

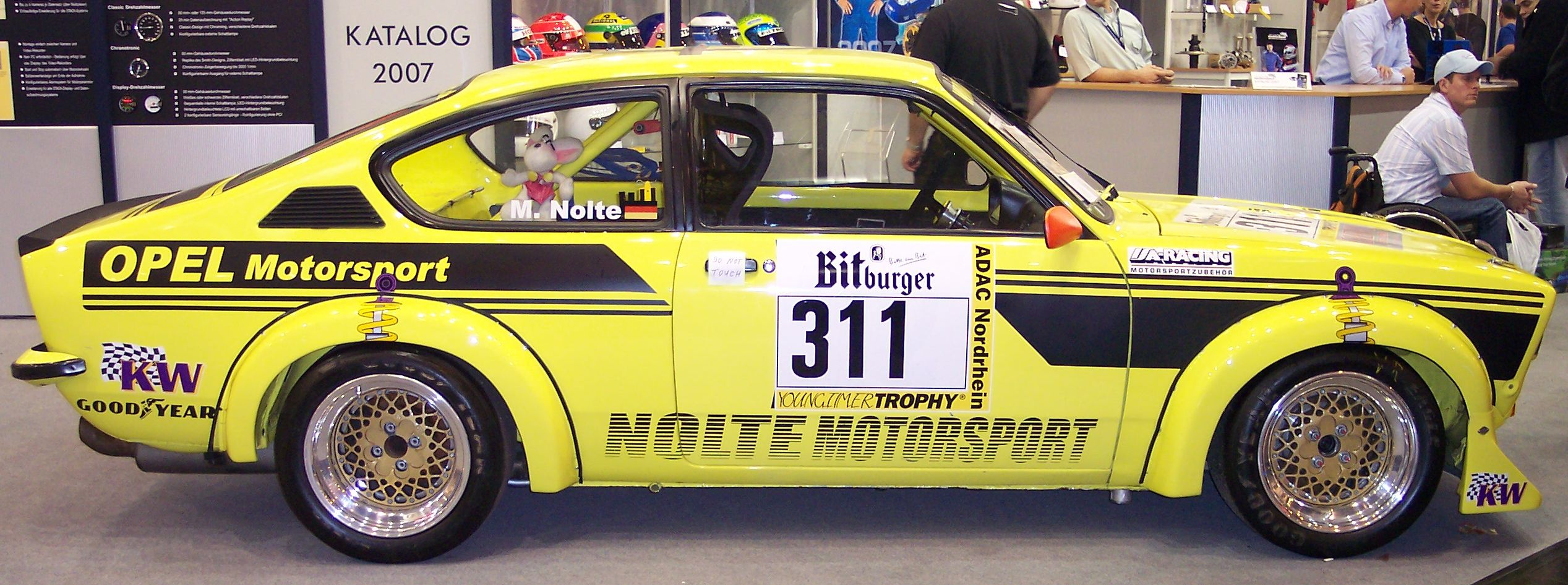
Una Kadett GTE da competizione

Con l'Ascona la Opel conquistò nel 1974 il titolo europeo rally, successo ripetuto poi nel 1979 e 1982, e sempre nel 1982 permise al suo pilota Walter Röhrl di vincere il titolo di campione del mondo Piloti. Nel 1996 Manuel Reuter e la Opel Calibra vinsero il titolo piloti e quello costruttori nel campionato ITC (International Touring Championship). In Formula 3 è impegnata dal 1990 con i suoi motori a 16 valvole e ha conquistato 16 titoli nazionali, 5 dei quali in Italia e 4 in Germania. Più di una dozzina di giovani piloti è arrivata in Formula 1 partendo dalla formula Opel tra cui Mika Häkkinen, Rubens Barrichello e David Coulthard. Nel 1998 la Vectra ha vinto nel Campionato Tedesco Turismo.
La Opel ha abbandonato nel 2005 la partecipazione al Campionato Tedesco Turismo a causa dei tagli al bilancio della casa madre General Motors.

## Impianti produttivi

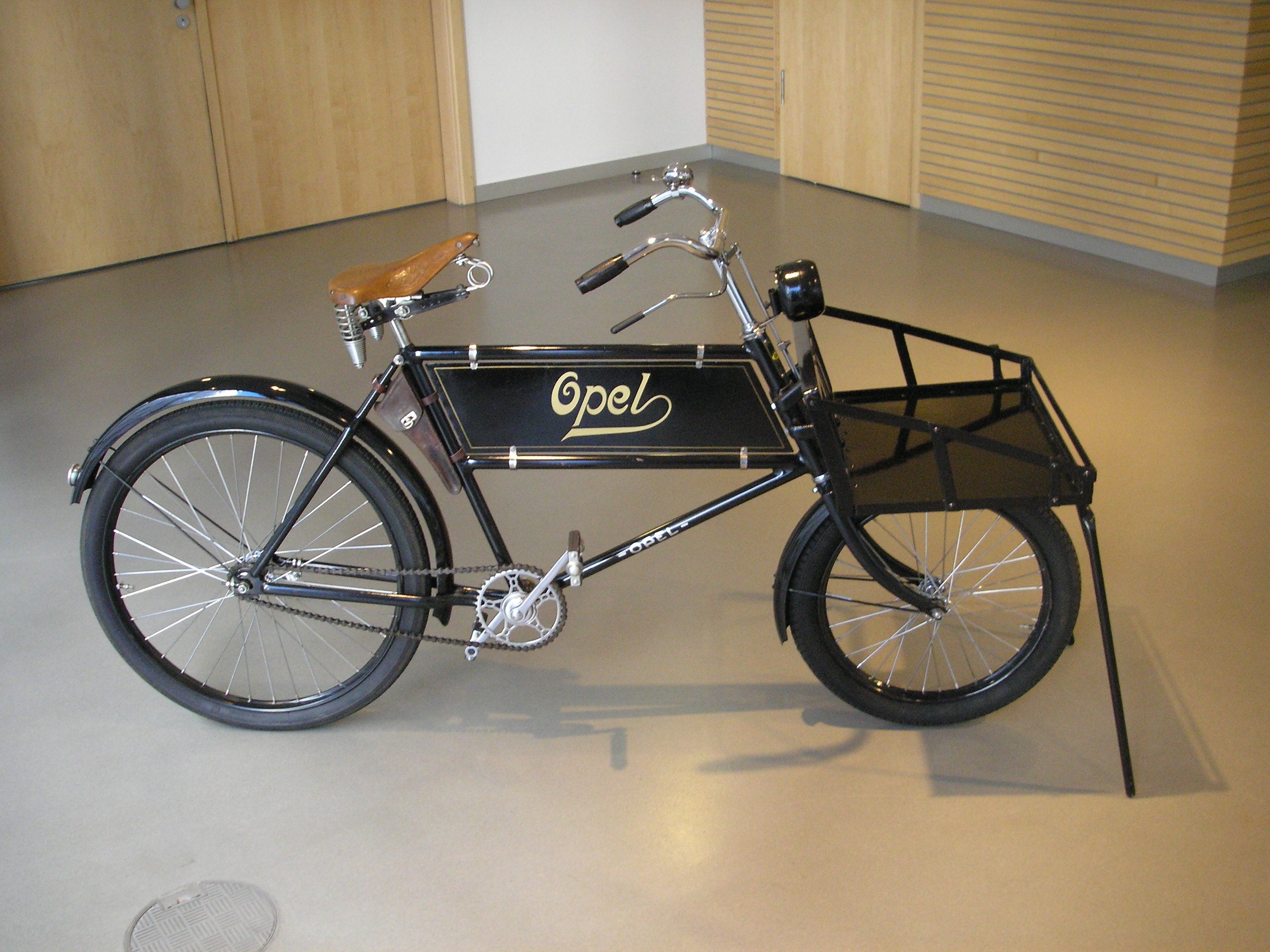
Una delle biciclette Opel la cui produzione è iniziata nel 1886

Ferma restando la sede ancora a Rüsselsheim, i principali impianti produttivi sono situati in territorio tedesco, ma numerose fabbriche sono localizzate in vari stati europei.
Sedi di produzione automobili Opel
- Germania (Opel Automobile GmbH)
  - Rüsselsheim Astra (5 porte, Sports Tourer)
  - Eisenach : Grandland
- Inghilterra (Vauxhall)
  - Luton: Vivaro
  - Ellesmere Port: Combo
- Polonia
  - Gliwice: Movano[33]
- Spagna
  - Figueruelas (Saragozza): Corsa, Crossland
  - Vigo (Stellantis): Combo
- Francia
  - Valenciennes: Zafira Life (Stellantis)
  - Poissy: Mokka (Stellantis)
- Portogallo
  - Mangualde: Combo (Stellantis)

Sedi di produzione motori e trasmissioni Opel
- Polonia
  - Tychy: Motori benzina piccola cilindrata (PSA EB)

## Sponsorizzazioni
La Opel affida parte del suo budget pubblicitario alle sponsorizzazioni sportive; ad esempio il suo marchio è stato presente dal giugno 1983 al 1986 sulle maglie della squadra di calcio Fiorentina e su quelle del Milan dal 1994 al 2006. In Germania è stato lo sponsor principale del Bayern Monaco dal 1989 al 2002 mentre in Francia del Paris Saint-Germain dal 1995 al 2002. Dal 2016 Opel è sponsor Istituzionale della Società Sportiva Calcio Napoli, inoltre lo Stadio del Mainz 05 si chiama Opel Arena. il marchio è stato partner del club tedesco del Borussia Dortmund dal 2012 al 2022.

## Loghi
Il logo nasce nel 1862 quando Opel punta su uno stemma semplice e neoclassico rappresentante due lettere: la A e la O, rispettivamente Adam Opel. Il fulmine, caratteristico e noto del marchio, non era ancora stato creato. Bisognerà aspettare qualche anno per incontrare il ‘blitz’. Nel corso del 1900 il logo cambia diverse volte.
Negli anni fra il 1910 e il 1935, infatti, su suggerimento del Granduca d’Assia arriva l'Occhio Opel, la forma appunto ad occhio che sembra piacere molto ai designer.
È solo nel 1936 che fa la sua comparsa il più familiare fulmine: all’inizio, il predecessore del logo come lo conosciamo noi adesso, caratterizzava solo i veicoli commerciali leggeri dell’azienda. L’anno dopo arrivò il primo prototipo del marchio che noi tutti conosciamo: il cerchio con il blitz che nel giro di pochi mesi subì alcune variazioni.
Prima fra tutte la forma ovale gialla per metà con il cerchio e il fulmine color argento, Lo stemma bicolore venne leggermente modificato nel 1950 per poi essere stravolto nel 1959 quando divenne tutto dorato. Solo con il logo dei modelli Rekord A e Kadett A, intorno al 1963, Opel si avvicina al marchio noto a tutti, anche questo però modificato negli anni.
Nero su sfondo bianco, scritta pulita e caratteri larghi. Tra la fine degli anni ’80 e l’inizio del XXI secolo arriviamo finalmente a una forma quasi definitiva. È con l’arrivo del modello Insignia, che il gruppo Opel rafforza la sua immagine con un nuovo logo, minimal e dal design contemporaneo, che compare su tutti i modelli, dai più classici, come la Corsa l’Astra la Opel Adam e La Opel Mokka.

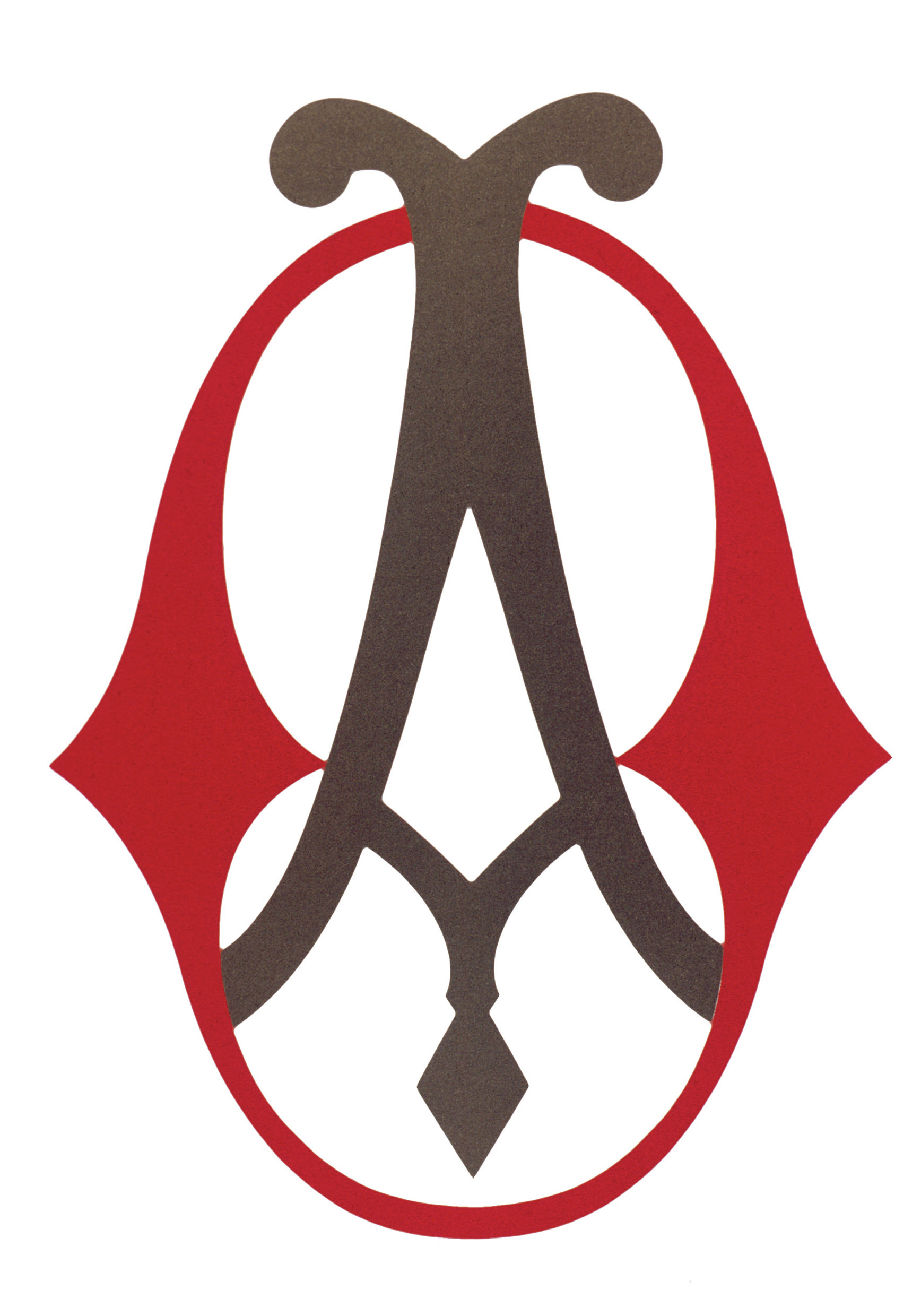
Il primo logo Opel (1895)
Logo usato a partire dagli anni '80
Logo usato dal 2017 al 2023
Logo in uso dal 2023